# Emanuel Lasker
Emanuel Lasker (Barlinek, 24. prosinca 1868. – New York, 11. siječnja 1941.) bio je njemački matematičar, filozof, autor, drugi svjetski prvak u šahu i jedan od najvećih šahista svih vremena. Napisao je nekoliko knjiga o filozofiji, šahu, bridžu i drugim kartaškim igrama te je izumio svoju vrstu dame i nima. Dao je doprinos ranome razvoju teorije igara. Poznat je po univerzalnom stilu igre, dobroj pozicijskoj procjeni, obrambenoj snazi i visokome umijeću u završnici.
Naslov svjetskog prvaka preuzeo je od Wilhelma Steinitza 1894. i držao ga do 1921. godine, što je do danas najdulje razdoblje vladavine nekog svjetskog prvaka. Lasker je šest puta branio naslov, od kojih pet uspješno, dok ga 1921. u Havani nije porazio José Raúl Capablanca.
Mnogi njegovi suvremenici govorili su da je rabio psihološki pristup igri, pa čak i da je ponekad namjerno igrao nešto slabije poteze kako bi kod protivnika stvorio nelagodu. Moderne analize, međutim, pokazuju da je Laskerovo shvaćanje šaha bilo ispred onoga vremena te da je imao fleksibilniji pristup igri. Zalagao se za primjereno novčano nagrađivanje igrača, kao i za autorsko pravo na objavljivanje svojih partija, čime je utro temelje profesionalizmu u šahu.
Lasker je značajno doprinio matematici, a glavno područje njegova interesa bila je komutativna algebra. Dokazao je primarnu dekompoziciju ideala polinomskih prstenova, teorem koji se smatra jednim od važnijih matematičkih rezultata prve polovice 20. stoljeća. Po njemu se komutativni prsten za kojeg svaki njegov ideal ima primarnu dekompoziciju naziva Laskerov prsten, kao poseban slučaj Noetherina prstena. Poznat je i po svojim matematičkim razmatranjima kartaških igara. Napisao je i nekoliko knjiga o filozofiji od kojih je napoznatija knjiga Kampf (Borba), a ona predstavlja osnovni postulat Laskerova pogleda na šah i život.

## Mladost

### Predci, obitelj i djetinjstvo
Lasker je rođen na Badnjak 1868. u seocetu Barlinek (tada Berlinchen), tada dijelu Kraljevine Pruske, u krilu židovske obitelji od oca Michaelisa Aarona Laskera i majke Rosalie Israelsohn. Rodno ime Immanuel roditelji su mu kasnije promijenili u Emanuel, a otac si je nadjenuo ime Adolf. Lasker je imao starijeg brata Bertholda i dvije starije sestre, Teofiliju (1862. – 1943.) i Amaliju (1865. – 1938.). Otac mnogobrojne obitelji Adolf Lasker bio je čuvar obližnje sinagoge. Laskerovi rani predci došli su iz seoceta Lask, mjesta u središnjoj Poljskoj, od kojeg potječe obiteljsko prezime. Poljska riječ łaska pak znači milost ili skonost. Neki izvori sugeriraju da prezime vuče korijene iz jidiša i da je povezano s jidiškom riječju za „protresti”.
Roditelji prepoznaju talent mladoga Laskera za matematiku pa ga, s njegovih 11 godina, šalju na srednjoškolsko obrazovanje u Berlin. Lasker je u Berlinu bio primljen u školu za dva razreda više od svojih vršnjaka, iako je maturirao tek s navršenih 20 godina. Potvrdu o završenom školovanju dobiva u sadašnjem poljskom gradiću Landsberg an der Warthe, tada dijelu Pruske. Po završetku srednjoškolskog obrazovanja upisuje studij matematike na sveučilištu u Berlinu, a godinu kasnije prebacuje se na isti studij u Göttingenu, gdje mu je David Hilbert bio jedan od profesora.

### Upoznavanje sa šahom i prvi uspjesi
Kad je Laskeru bilo 12 godina, obolio je od ospica i završio u bolnici. Da bi ga razveselio, stariji brat Berthold naučio ga je pravilima šaha i donio mu u bolničku sobu šahovski priručnik. Berthold Lasker, po struci liječnik, i sâm je bio šahovski majstor i jedan od jačih igrača ranih 1890-ih. Berthold se 1894. oženio poznatom pjesnikinjom Elsom Lasker-Schüler. Kako bi doprinio zaradi, Lasker je igrao šah i kartaške igre za male uloge, posebno često u kavani Café Kaiserhof. Laskerov učitelj matematike Kevitz preporučio je mladom Laskeru da prouči Bilguerov šahovski uždbenik Handbuch des Schachspiels (njem. Priručnik šahovske igre), klasično djelo tadašnje šahovske literature u Njemačkoj, napisano 1843. godine, iako je moguće da je Lasker bio svjestan knjige i ranije.
Više od pola stoljeća, od pojave natjecateljskog šaha ranih 1850-ih do Prvoga svjetskog rata, Njemačka je zauzimala položaj u šahovskome svijetu sličan onome koji je kasnije imao Sovjetski Savez. Njemačka je, zajedno s Austro-Ugarskom i drugim njemačkim govornim područjima, imala najdublji kadar vrhunskih igrača i teoretičara, a njemački je bio jezik obrazovanoga šahovskog svijeta. Iako su i druge zemlje mogle proizvesti vrhunske šahovske talente, u prvome redu Rusko Carstvo, Francuska, Engleska i SAD, nijedna nije mogla parirati Njemačkoj po širini i snazi kadra. Vrhunac su njemačke šahovske scene predstavljali dvogodišnji kongresi Njemačkog šahovskog saveza (tzv. DSB Congressi). Oni su uključivali Meisterturnier, turnir otvoren isključivo za priznate šahovske majstore iz Njemačke i svijeta, te Hauptturnier, svojevrsni turnir kandidata čiji bi pobjednik stekao pravo nastupa na budućim Meisterturnierima i bio priznat kao majstor ne samo u Njemačkoj, već i u cijelome svijetu.
Lasker je osvojio godišnji zimski turnir kavane Café Kaiserhof u sezoni 1888./1889. i turnir Hauptturnier na šestom kongresu njemačkog šahovskog saveza u gradu Breslau, čime osvaja titulu „majstora”. Ovaj pothvat nagnuo je Laskera da se počne profesionalno baviti šahom.
Godine 1890. osvaja turnir u Berlinu pobjedivši brata Bertholda u doigravanju. Dva tjedna prije turnira objavljuje šahovsku studiju koja će kasnije postati poznata pod nazivom Laskerov manevar.
|   | a                                                                                             | b                                                                                             | c                                                                                             | d                                                                                             | e                                                                                             | f                                                                                             | g                                                                                             | h                                                                                             |   |
| 8 | c8 white king · c7 white pawn · h7 white rook · a6 black king · c2 black rook · h2 black pawn | c8 white king · c7 white pawn · h7 white rook · a6 black king · c2 black rook · h2 black pawn | c8 white king · c7 white pawn · h7 white rook · a6 black king · c2 black rook · h2 black pawn | c8 white king · c7 white pawn · h7 white rook · a6 black king · c2 black rook · h2 black pawn | c8 white king · c7 white pawn · h7 white rook · a6 black king · c2 black rook · h2 black pawn | c8 white king · c7 white pawn · h7 white rook · a6 black king · c2 black rook · h2 black pawn | c8 white king · c7 white pawn · h7 white rook · a6 black king · c2 black rook · h2 black pawn | c8 white king · c7 white pawn · h7 white rook · a6 black king · c2 black rook · h2 black pawn | 8 |
| 7 | c8 white king · c7 white pawn · h7 white rook · a6 black king · c2 black rook · h2 black pawn | c8 white king · c7 white pawn · h7 white rook · a6 black king · c2 black rook · h2 black pawn | c8 white king · c7 white pawn · h7 white rook · a6 black king · c2 black rook · h2 black pawn | c8 white king · c7 white pawn · h7 white rook · a6 black king · c2 black rook · h2 black pawn | c8 white king · c7 white pawn · h7 white rook · a6 black king · c2 black rook · h2 black pawn | c8 white king · c7 white pawn · h7 white rook · a6 black king · c2 black rook · h2 black pawn | c8 white king · c7 white pawn · h7 white rook · a6 black king · c2 black rook · h2 black pawn | c8 white king · c7 white pawn · h7 white rook · a6 black king · c2 black rook · h2 black pawn | 7 |
| 6 | c8 white king · c7 white pawn · h7 white rook · a6 black king · c2 black rook · h2 black pawn | c8 white king · c7 white pawn · h7 white rook · a6 black king · c2 black rook · h2 black pawn | c8 white king · c7 white pawn · h7 white rook · a6 black king · c2 black rook · h2 black pawn | c8 white king · c7 white pawn · h7 white rook · a6 black king · c2 black rook · h2 black pawn | c8 white king · c7 white pawn · h7 white rook · a6 black king · c2 black rook · h2 black pawn | c8 white king · c7 white pawn · h7 white rook · a6 black king · c2 black rook · h2 black pawn | c8 white king · c7 white pawn · h7 white rook · a6 black king · c2 black rook · h2 black pawn | c8 white king · c7 white pawn · h7 white rook · a6 black king · c2 black rook · h2 black pawn | 6 |
| 5 | c8 white king · c7 white pawn · h7 white rook · a6 black king · c2 black rook · h2 black pawn | c8 white king · c7 white pawn · h7 white rook · a6 black king · c2 black rook · h2 black pawn | c8 white king · c7 white pawn · h7 white rook · a6 black king · c2 black rook · h2 black pawn | c8 white king · c7 white pawn · h7 white rook · a6 black king · c2 black rook · h2 black pawn | c8 white king · c7 white pawn · h7 white rook · a6 black king · c2 black rook · h2 black pawn | c8 white king · c7 white pawn · h7 white rook · a6 black king · c2 black rook · h2 black pawn | c8 white king · c7 white pawn · h7 white rook · a6 black king · c2 black rook · h2 black pawn | c8 white king · c7 white pawn · h7 white rook · a6 black king · c2 black rook · h2 black pawn | 5 |
| 4 | c8 white king · c7 white pawn · h7 white rook · a6 black king · c2 black rook · h2 black pawn | c8 white king · c7 white pawn · h7 white rook · a6 black king · c2 black rook · h2 black pawn | c8 white king · c7 white pawn · h7 white rook · a6 black king · c2 black rook · h2 black pawn | c8 white king · c7 white pawn · h7 white rook · a6 black king · c2 black rook · h2 black pawn | c8 white king · c7 white pawn · h7 white rook · a6 black king · c2 black rook · h2 black pawn | c8 white king · c7 white pawn · h7 white rook · a6 black king · c2 black rook · h2 black pawn | c8 white king · c7 white pawn · h7 white rook · a6 black king · c2 black rook · h2 black pawn | c8 white king · c7 white pawn · h7 white rook · a6 black king · c2 black rook · h2 black pawn | 4 |
| 3 | c8 white king · c7 white pawn · h7 white rook · a6 black king · c2 black rook · h2 black pawn | c8 white king · c7 white pawn · h7 white rook · a6 black king · c2 black rook · h2 black pawn | c8 white king · c7 white pawn · h7 white rook · a6 black king · c2 black rook · h2 black pawn | c8 white king · c7 white pawn · h7 white rook · a6 black king · c2 black rook · h2 black pawn | c8 white king · c7 white pawn · h7 white rook · a6 black king · c2 black rook · h2 black pawn | c8 white king · c7 white pawn · h7 white rook · a6 black king · c2 black rook · h2 black pawn | c8 white king · c7 white pawn · h7 white rook · a6 black king · c2 black rook · h2 black pawn | c8 white king · c7 white pawn · h7 white rook · a6 black king · c2 black rook · h2 black pawn | 3 |
| 2 | c8 white king · c7 white pawn · h7 white rook · a6 black king · c2 black rook · h2 black pawn | c8 white king · c7 white pawn · h7 white rook · a6 black king · c2 black rook · h2 black pawn | c8 white king · c7 white pawn · h7 white rook · a6 black king · c2 black rook · h2 black pawn | c8 white king · c7 white pawn · h7 white rook · a6 black king · c2 black rook · h2 black pawn | c8 white king · c7 white pawn · h7 white rook · a6 black king · c2 black rook · h2 black pawn | c8 white king · c7 white pawn · h7 white rook · a6 black king · c2 black rook · h2 black pawn | c8 white king · c7 white pawn · h7 white rook · a6 black king · c2 black rook · h2 black pawn | c8 white king · c7 white pawn · h7 white rook · a6 black king · c2 black rook · h2 black pawn | 2 |
| 1 | c8 white king · c7 white pawn · h7 white rook · a6 black king · c2 black rook · h2 black pawn | c8 white king · c7 white pawn · h7 white rook · a6 black king · c2 black rook · h2 black pawn | c8 white king · c7 white pawn · h7 white rook · a6 black king · c2 black rook · h2 black pawn | c8 white king · c7 white pawn · h7 white rook · a6 black king · c2 black rook · h2 black pawn | c8 white king · c7 white pawn · h7 white rook · a6 black king · c2 black rook · h2 black pawn | c8 white king · c7 white pawn · h7 white rook · a6 black king · c2 black rook · h2 black pawn | c8 white king · c7 white pawn · h7 white rook · a6 black king · c2 black rook · h2 black pawn | c8 white king · c7 white pawn · h7 white rook · a6 black king · c2 black rook · h2 black pawn | 1 |
|   | a                                                                                             | b                                                                                             | c                                                                                             | d                                                                                             | e                                                                                             | f                                                                                             | g                                                                                             | h                                                                                             |   |

### Stjecanje ugleda u šahovskom svijetu
Laskerov prvi međunarodni turnir bio je amsterdamski turnir 1889. gdje je postigao svoju cijenjenu pobjedu protiv Johanna Bauera.
Na tom je turniru osvojio drugo mjesto, iza Amosa Burna, a ispred Jamesa Masona i Isidora Gunsberga (koji je bio izazivač Steinitzu godinu kasnije), tada ponajboljih svjetskih igrača. Godinu poslije osvaja treće mjesto na malom turniru u Grazu.
Lasker se 1891. godine nastanjuje u Engleskoj i tamo ostaje do 1892. godine. Za vrijeme svog boravka u Londonu, u mečevima je pobjeđivao najbolje igrače zemlje, između ostalog i Henryja Birda, a osvojio je i drugo mjesto na turniru u Londonu 1892., pola boda iza Josepha Blackburnea. Zatim odlazi u obilazak Sjedinjenim Državama i osvaja njujorški turnir 1893. gdje je ostvario savršen rezultat. Taj je turnir tek jedan od nekolicine međunarodnih turnira u povijesti gdje je jedan igrač dobio sve partije.
Godine 1892. Lasker je osnovao svoj prvi šahovski časopis, The London Chess Fortnightly, koji je izlazio svaka dva tjedna između 15. kolovoza 1892. i 30. srpnja 1893. uz stanku u drugoj četvrtini 1893. godine.

### Osvajanje naslova svjetskog prvaka
Nakon ovih uspjeha, Lasker je 1894. izazvao Steinitza na meč za svjetskog prvaka. Pregovori su započeti i meč je ubrzo dogovoren. Započeo je 15. ožujka iste godine i po pregovorima trebao se igrati u New Yorku, Philadelphiji i Montrealu, redom. Vremenska kontrola bila je 15 poteza po satu, a ulozi su iznosili 2000 američkih dolara po igraču.
Unatoč početnoj skepsi u šahovskome svijetu, Lasker je pobijedio Steinitza s deset pobjeda, pet poraza i četiri remija čime je stekao naslov svjetskog prvaka, titulu koju će držati gotovo 27 godina; točnije 26 godina i 337 dana.
Od 1894. do 1910. Lasker je odigrao ukupno pet mečeva za svjetskoga prvaka, a onda je uslijedilo razdoblje kada se malo koji igrač usudio izazvati Laskera. Ipak, 1914. trebao se održati meč između Laskera i jakog poljskog velemajstora Akibe Rubinsteina, no zbog izbijanja Prvog svjetskog rata, do meča nikada nije došlo.

### Daljnji rezultati
Nakon meča sa Steinitzom postojale su kritike šahovske javnosti upućene Laskeru, a u Steinitzovu obranu. Naime, Steinitzu je u trenutku prvog meča s Laskerom bilo 58, a Laskeru 25 godina. No, ubrzo je uslijedio niz turnira u kojima je Lasker ostvarivao dobre rezultate. 
Lasker je na velikom međunarodnom turniru u Hastingsu 1895., koji je bio prvi njegov turnir nakon osvajanja svjetske krune, osvojio treće mjesto. Laskerov rezultat dijelom se objašnjava činjenicom da je još bio u fazi rekonvalescencije od trbušnog tifusa. Ovaj se turnir ubraja među najveće u šahovskoj povijesti. Također, označava i početak pada Harryja Nelsona Pillsburyja, koji je u to vrijeme obolio od sifilisa. Ostvario je pobjede na značajnim turnirima u Sankt Peterburgu 1895./96., Nürnbergu 1896., Londonu 1899. i Parizu 1900. ispred tada najvećeg rivala, mladog Pillsyburyja.
Nakon turnira u Parizu po prvi se puta odvaja od šaha i upisuje doktorski studij matematike. Doktorirao je 1902., a nakon završenog studija počeo se baviti uredništvom. Od 1904. do 1909. bio je urednik svojega šahovskog časopisa Lasker's Chess Magazine, a zanimljivo je i to da je radeći na tom časopisu upoznao i Samuela Loyda, američkog šahista, problemista i općenito jednog od najpoznatijih imena svjetske enigmatike. Uskoro ponovno nastupa i osvaja drugo mjesto na turniru u Cambridge Springsu 1904. (po kome je nazvano istoimeno otvaranje). Lasker se opet umirovljuje i 1906. objavljuje svoje najvažnije filozofsko djelo Borba.
Podijelio je prvo mjesto s Akibom Rubinstenom na velikom sanktpeterburškom turniru 1909. o kojem je Lasker napisao knjigu koja se danas smatra klasikom.

## Akademske i druge aktivnosti
Šah nije bio jedini Laskerov interes. Na poticaj svojega sunarodnjaka, velikog njemačkog matematičara Davida Hilberta, 1900. godine upisuje doktorski studij matematike i poslije dvije godine, pod supervizijom svog akademskog mentora Maxa Noethera, obranjuje doktorsku tezu Über Reihen auf der Convergenzgrenze (O redovima na granici konvergencije) na Sveučilištu u Erlangenu. U matematičkom članku koji je objavio 1905. dokazuje tvrdnju koja se danas naziva Lasker–Noetherin teorem i smatra se jednim od temelja moderne algebarske geometrije. U sklopu ture Sjedinjenim Državama 1893. godine održao je predavanje o diferencijalnim jednadžbama na Sveučilištu Tulane u New Orleansu.
Njegovo prvo djelo, Zdrav razum u šahu, koje je napisao 1896., godinu nakon osvajanja svjetske titule, postalo je klasikom šahovske literature. Djelo je u pravilu namijenjeno početnicima te je podijeljeno u pet poglavlja: Opći principi otvaranja, Principi napada, Principi obrane, Završnica, Različiti stilovi u šahu.
Lasker je tijekom života skladao nekoliko šahovskih kompozicija koje su ostavile dubok trag u teoriji šahovskih konačnica. Godine 1901. skupa s Gustavusom Reichhelmom objavljuje šahovsku studiju koja se smatra pionirskim djelom teorije odgovarajućih polja (poznatima još i kao polja podudarnosti i relativna polja).
|   | a | b | c | d | e | f | g | h |   |
| 8 | a7 black king · d6 black pawn · a5 black pawn · d5 white pawn · f5 black pawn · a4 white pawn · d4 white pawn · f4 white pawn · a1 white king | a7 black king · d6 black pawn · a5 black pawn · d5 white pawn · f5 black pawn · a4 white pawn · d4 white pawn · f4 white pawn · a1 white king | a7 black king · d6 black pawn · a5 black pawn · d5 white pawn · f5 black pawn · a4 white pawn · d4 white pawn · f4 white pawn · a1 white king | a7 black king · d6 black pawn · a5 black pawn · d5 white pawn · f5 black pawn · a4 white pawn · d4 white pawn · f4 white pawn · a1 white king | a7 black king · d6 black pawn · a5 black pawn · d5 white pawn · f5 black pawn · a4 white pawn · d4 white pawn · f4 white pawn · a1 white king | a7 black king · d6 black pawn · a5 black pawn · d5 white pawn · f5 black pawn · a4 white pawn · d4 white pawn · f4 white pawn · a1 white king | a7 black king · d6 black pawn · a5 black pawn · d5 white pawn · f5 black pawn · a4 white pawn · d4 white pawn · f4 white pawn · a1 white king | a7 black king · d6 black pawn · a5 black pawn · d5 white pawn · f5 black pawn · a4 white pawn · d4 white pawn · f4 white pawn · a1 white king | 8 |
| 7 | a7 black king · d6 black pawn · a5 black pawn · d5 white pawn · f5 black pawn · a4 white pawn · d4 white pawn · f4 white pawn · a1 white king | a7 black king · d6 black pawn · a5 black pawn · d5 white pawn · f5 black pawn · a4 white pawn · d4 white pawn · f4 white pawn · a1 white king | a7 black king · d6 black pawn · a5 black pawn · d5 white pawn · f5 black pawn · a4 white pawn · d4 white pawn · f4 white pawn · a1 white king | a7 black king · d6 black pawn · a5 black pawn · d5 white pawn · f5 black pawn · a4 white pawn · d4 white pawn · f4 white pawn · a1 white king | a7 black king · d6 black pawn · a5 black pawn · d5 white pawn · f5 black pawn · a4 white pawn · d4 white pawn · f4 white pawn · a1 white king | a7 black king · d6 black pawn · a5 black pawn · d5 white pawn · f5 black pawn · a4 white pawn · d4 white pawn · f4 white pawn · a1 white king | a7 black king · d6 black pawn · a5 black pawn · d5 white pawn · f5 black pawn · a4 white pawn · d4 white pawn · f4 white pawn · a1 white king | a7 black king · d6 black pawn · a5 black pawn · d5 white pawn · f5 black pawn · a4 white pawn · d4 white pawn · f4 white pawn · a1 white king | 7 |
| 6 | a7 black king · d6 black pawn · a5 black pawn · d5 white pawn · f5 black pawn · a4 white pawn · d4 white pawn · f4 white pawn · a1 white king | a7 black king · d6 black pawn · a5 black pawn · d5 white pawn · f5 black pawn · a4 white pawn · d4 white pawn · f4 white pawn · a1 white king | a7 black king · d6 black pawn · a5 black pawn · d5 white pawn · f5 black pawn · a4 white pawn · d4 white pawn · f4 white pawn · a1 white king | a7 black king · d6 black pawn · a5 black pawn · d5 white pawn · f5 black pawn · a4 white pawn · d4 white pawn · f4 white pawn · a1 white king | a7 black king · d6 black pawn · a5 black pawn · d5 white pawn · f5 black pawn · a4 white pawn · d4 white pawn · f4 white pawn · a1 white king | a7 black king · d6 black pawn · a5 black pawn · d5 white pawn · f5 black pawn · a4 white pawn · d4 white pawn · f4 white pawn · a1 white king | a7 black king · d6 black pawn · a5 black pawn · d5 white pawn · f5 black pawn · a4 white pawn · d4 white pawn · f4 white pawn · a1 white king | a7 black king · d6 black pawn · a5 black pawn · d5 white pawn · f5 black pawn · a4 white pawn · d4 white pawn · f4 white pawn · a1 white king | 6 |
| 5 | a7 black king · d6 black pawn · a5 black pawn · d5 white pawn · f5 black pawn · a4 white pawn · d4 white pawn · f4 white pawn · a1 white king | a7 black king · d6 black pawn · a5 black pawn · d5 white pawn · f5 black pawn · a4 white pawn · d4 white pawn · f4 white pawn · a1 white king | a7 black king · d6 black pawn · a5 black pawn · d5 white pawn · f5 black pawn · a4 white pawn · d4 white pawn · f4 white pawn · a1 white king | a7 black king · d6 black pawn · a5 black pawn · d5 white pawn · f5 black pawn · a4 white pawn · d4 white pawn · f4 white pawn · a1 white king | a7 black king · d6 black pawn · a5 black pawn · d5 white pawn · f5 black pawn · a4 white pawn · d4 white pawn · f4 white pawn · a1 white king | a7 black king · d6 black pawn · a5 black pawn · d5 white pawn · f5 black pawn · a4 white pawn · d4 white pawn · f4 white pawn · a1 white king | a7 black king · d6 black pawn · a5 black pawn · d5 white pawn · f5 black pawn · a4 white pawn · d4 white pawn · f4 white pawn · a1 white king | a7 black king · d6 black pawn · a5 black pawn · d5 white pawn · f5 black pawn · a4 white pawn · d4 white pawn · f4 white pawn · a1 white king | 5 |
| 4 | a7 black king · d6 black pawn · a5 black pawn · d5 white pawn · f5 black pawn · a4 white pawn · d4 white pawn · f4 white pawn · a1 white king | a7 black king · d6 black pawn · a5 black pawn · d5 white pawn · f5 black pawn · a4 white pawn · d4 white pawn · f4 white pawn · a1 white king | a7 black king · d6 black pawn · a5 black pawn · d5 white pawn · f5 black pawn · a4 white pawn · d4 white pawn · f4 white pawn · a1 white king | a7 black king · d6 black pawn · a5 black pawn · d5 white pawn · f5 black pawn · a4 white pawn · d4 white pawn · f4 white pawn · a1 white king | a7 black king · d6 black pawn · a5 black pawn · d5 white pawn · f5 black pawn · a4 white pawn · d4 white pawn · f4 white pawn · a1 white king | a7 black king · d6 black pawn · a5 black pawn · d5 white pawn · f5 black pawn · a4 white pawn · d4 white pawn · f4 white pawn · a1 white king | a7 black king · d6 black pawn · a5 black pawn · d5 white pawn · f5 black pawn · a4 white pawn · d4 white pawn · f4 white pawn · a1 white king | a7 black king · d6 black pawn · a5 black pawn · d5 white pawn · f5 black pawn · a4 white pawn · d4 white pawn · f4 white pawn · a1 white king | 4 |
| 3 | a7 black king · d6 black pawn · a5 black pawn · d5 white pawn · f5 black pawn · a4 white pawn · d4 white pawn · f4 white pawn · a1 white king | a7 black king · d6 black pawn · a5 black pawn · d5 white pawn · f5 black pawn · a4 white pawn · d4 white pawn · f4 white pawn · a1 white king | a7 black king · d6 black pawn · a5 black pawn · d5 white pawn · f5 black pawn · a4 white pawn · d4 white pawn · f4 white pawn · a1 white king | a7 black king · d6 black pawn · a5 black pawn · d5 white pawn · f5 black pawn · a4 white pawn · d4 white pawn · f4 white pawn · a1 white king | a7 black king · d6 black pawn · a5 black pawn · d5 white pawn · f5 black pawn · a4 white pawn · d4 white pawn · f4 white pawn · a1 white king | a7 black king · d6 black pawn · a5 black pawn · d5 white pawn · f5 black pawn · a4 white pawn · d4 white pawn · f4 white pawn · a1 white king | a7 black king · d6 black pawn · a5 black pawn · d5 white pawn · f5 black pawn · a4 white pawn · d4 white pawn · f4 white pawn · a1 white king | a7 black king · d6 black pawn · a5 black pawn · d5 white pawn · f5 black pawn · a4 white pawn · d4 white pawn · f4 white pawn · a1 white king | 3 |
| 2 | a7 black king · d6 black pawn · a5 black pawn · d5 white pawn · f5 black pawn · a4 white pawn · d4 white pawn · f4 white pawn · a1 white king | a7 black king · d6 black pawn · a5 black pawn · d5 white pawn · f5 black pawn · a4 white pawn · d4 white pawn · f4 white pawn · a1 white king | a7 black king · d6 black pawn · a5 black pawn · d5 white pawn · f5 black pawn · a4 white pawn · d4 white pawn · f4 white pawn · a1 white king | a7 black king · d6 black pawn · a5 black pawn · d5 white pawn · f5 black pawn · a4 white pawn · d4 white pawn · f4 white pawn · a1 white king | a7 black king · d6 black pawn · a5 black pawn · d5 white pawn · f5 black pawn · a4 white pawn · d4 white pawn · f4 white pawn · a1 white king | a7 black king · d6 black pawn · a5 black pawn · d5 white pawn · f5 black pawn · a4 white pawn · d4 white pawn · f4 white pawn · a1 white king | a7 black king · d6 black pawn · a5 black pawn · d5 white pawn · f5 black pawn · a4 white pawn · d4 white pawn · f4 white pawn · a1 white king | a7 black king · d6 black pawn · a5 black pawn · d5 white pawn · f5 black pawn · a4 white pawn · d4 white pawn · f4 white pawn · a1 white king | 2 |
| 1 | a7 black king · d6 black pawn · a5 black pawn · d5 white pawn · f5 black pawn · a4 white pawn · d4 white pawn · f4 white pawn · a1 white king | a7 black king · d6 black pawn · a5 black pawn · d5 white pawn · f5 black pawn · a4 white pawn · d4 white pawn · f4 white pawn · a1 white king | a7 black king · d6 black pawn · a5 black pawn · d5 white pawn · f5 black pawn · a4 white pawn · d4 white pawn · f4 white pawn · a1 white king | a7 black king · d6 black pawn · a5 black pawn · d5 white pawn · f5 black pawn · a4 white pawn · d4 white pawn · f4 white pawn · a1 white king | a7 black king · d6 black pawn · a5 black pawn · d5 white pawn · f5 black pawn · a4 white pawn · d4 white pawn · f4 white pawn · a1 white king | a7 black king · d6 black pawn · a5 black pawn · d5 white pawn · f5 black pawn · a4 white pawn · d4 white pawn · f4 white pawn · a1 white king | a7 black king · d6 black pawn · a5 black pawn · d5 white pawn · f5 black pawn · a4 white pawn · d4 white pawn · f4 white pawn · a1 white king | a7 black king · d6 black pawn · a5 black pawn · d5 white pawn · f5 black pawn · a4 white pawn · d4 white pawn · f4 white pawn · a1 white king | 1 |
|   | a | b | c | d | e | f | g | h |   |

Lasker se, osim matematikom i šahom, bavio i filozofijom te duboko promišljao o životu kao borbi. To je esencijalna Laskerova teza, čega je rezultat djelo Kampf (Borba), knjiga koju je napisao 1906. godine. Uza svoja filozofska djela, Lasker je, u skladu na svojim univerzalnim nastojanjima, često komentirao i političke događaje svojeg vremena. Bio je jaki igrač dame i član njemačke reprezentacije u bridžu.
Bavio se matematičkom analizom kartaških igara o kojoj piše knjigu Das verständige Kartenspiel.
Svoju varijantu dame, Lascu, razvija 1911. godine, a igra se širi diljem Europe i SAD-a. Damu je izuzetno cijenio i od njega potječe poznata misao:
 Dama je mati šaha, i to dostojna mati.
 Lasker je također preko Edwarda Laskera, svojega udaljenog rođaka, oko 1907. upoznao igru Go te je zadržao zanimanje za nju do kraja života. Jednom je rekao: „Da sam upoznao Go ranije, vjerojatno nikada ne bih postao svjetskim šahovskim prvakom.” U srpnju 1911. Lasker se oženio Marthom Cohn. Par je živio u Berlinu sve do 1933., kada je par bio prisiljen otići u egzil uslijed rastućeg antisemitizma u predratnoj Njemačkoj.
Godine 1925. piše šahovsku knjigu Udžbenik šaha, u njemačkom izvorniku Lehrbuch des Schachspiels, koja se danas smatra klasikom i jednim od najvažnijih djela šahovske literature. Knjiga je poznata i po svome filozofskom tonu. Zanimljivo je da je usred partije protiv meksičkog majstora Carlosa Torrea na velikom turniru u Moskvi 1925. Lasker primio telegram u kojem je pisalo da će se drama Povijest čovječanstva, koju je napisao sa svojim bratom Bertholdom, izvesti u Berlinskom kazalištu Lessing. Navodno je Laskera ta vijest toliko uzbudila da je izgubio koncentraciju i doživio senzacionalan poraz od svoga mladog protivnika. Ta je partija postala poznata po posebnom tipu taktike koja se naziva „mlin”.

## Obrane naslova

### Meč protiv Steinitza
U siječnju 1896. Lasker osvaja majstorski turnir u Sankt Peterburgu, dva boda ispred Pillsburya, Čigorina i ostarjelog Steinitza. Ipak, unatoč poznim šahovskim godinama, Steinitz je, osvojivši drugo mjesto, izazvao Laskera na ponovljeni meč. Tek okrunjeni prvak prihvaća uvjete. U ljeto iste godine održao se turnir u Nurembergu koji Lasker uvjerljivo osvaja, dok Steinitz zauzima tek šesto mjesto. Slaba forma Steinitza i Laskerova sjajna izvedba izazvale su sumnje u Steinitzove šanse. Meč se održao u studenom 1896. u Moskvi. Lasker je dobio deset, remizirao pet, a izgubio tek dvije partije, čime je zadržao naslov svjetskog prvaka. Ovo je bio posljednji Steinzov turnir; nakon njega se razbolio i više se nije oporavio, a umro je u kolovozu 1900. godine.

### Meč protiv Marshalla
Između siječnja i travnja 1904. američki grad Cambridge Springs ugostio je poznati šahovski turnir na kojemu je nastupio i Lasker. Na veliko iznenađenje, turnir osvaja poznati američki šahist Frank James Marshall koji je u to doba, uz Harryja Pillsburya, bio najjači američki igrač. Nakon ovog poduhvata Marshall je izazvao Laskera na meč. Tko prvi dobije osam partija biva proglašen pobjednikom. Meč se održao 1907. u nizu američkih gradova: New Yorku, Wahinghtonu, Philadelphiji, Baltimoreu, Chicagu i Memphisu. 
Marshall je gajio dinamičan, napadački stil igre. Unatoč velikim nadanjima, Marshall je teško poražen; od 15 partija Lasker nije izgubio niti jednu partiju, a dobio je njih 8.  
Ovakva bodovna razlika u meču za svjetskog prvaka do danas se ponovila samo jednom, i to u meču između Laskera i poljsko-francuskog velemajstora Davida Janowskog.
U svojoj autobiografiji Marshall taj meč ne spominje, osim u jednoj rečenici: „Zamorna igra s ciljem iscrpljivanja drugog igrača protivna je mojoj prirodi.”

### Meč protiv Tarrascha
Laskerov sunarodnjak Siegbert Tarrasch rođen je 1862. u gradu Breslau u Pruskoj, sadašnjem Wroclawu. Po struci liječnik, kasnih 1880-ih nametnuo se kao vodeći svjetski igrač. Lasker je 1906. razmatrao njega i Gezu Maroczyja kao moguće suparnike. Lasker i Tarrasch nisu bili međusobno prijateljski nastrojeni. Kao teoretičari, Lasker i Tarrasch nisu bili istomišljenici. Tarrasch je bio dogmatik, dok je Lasker imao fleksibilniji pristup igri. Postoji anegdota da je jednom prilikom Tarrasch s ulaznih vrata sobe za pregovore uzviknuo Laskeru: „Za vas, gospodine Laskeru, imam samo tri riječi: šah i mat!” Igrači su se sprijateljili tek desetak godina kasnije.
Nakon mnogih peripetija, meč je napokon dogovoren 1. kolovoza 1908. godine. Pobjedniku je išlo 4000, a gubitniku 2500 maraka. Vremenska kontrola bila je sat vremena za 15 poteza. Ovaj put igralo se u Njemačkoj, u  Düsseldorfu i Münchenu. Iako se očekivala ravnopravna borba, Lasker je uverljivo pobijedio Tarrascha s rezultatom +8–3=5. Neki su komentatori poslije govorili da je Tarrasch igrao ispod svojih mogućnosti, ali većina je bila složna u tome da je Lasker u to vrijeme ipak bio prejak.
Lasker je u meču imao sekundante, Simona Alapina i Heinricha Wolfa. Ovo je bilo prvo svjetsko prvenstvo u šahu gdje su igrači imali sekundante.

### Meč protiv Schlechtera
Carl Schlechter rođen je 2. ožujka 1874. u Beču. Krajem 1890-ih probio se u svjetski vrh osvajanjem važnih turnira, između ostalih i međunarodnog turnira u Ostendu u Belgiji 1906. godine. Istaknuo se po svojoj defenzivnoj snazi, kao i po svojem općem razumijevanju mirnijih pozicija. Putuje u Berlin u studenome 1908. te dogovara meč za svjetskog prvaka s Laskerom. Prvak je prihvatio.
Meč je započeo u siječnju 1910. u Beču. Organizator turnira bio je poznati šahist Georg Marco (najpoznatiji po svom porazu protiv Pillsburyja). Uvjet meča bio je sljedeći: igra se 10 partija, pet u Beču, pet u Berlinu, a ako rezultat bude izjednačen, svjetski prvak zadržava titulu. 
Schlechter pobjeđuje Laskera u petoj partiji meča, nakon što je Lasker napravio grubi previd. Lasker u idućih četiri partije ne uspijeva izjednačiti. U posljednjoj partiji, zbog razloga koji do danas nije razjašnjen, a postoje navodi i da je Schlechteru za pobjedu u meču trebala razlika od dva boda, Schlechter kreće u samoubilački napad i Lasker dobiva partiju. Capablanca je dao svoj komentar na 15. potez bijeloga u kojem se dotiče sporne igre Schlechtera: „Započinjanje napada na kraljevoj strani, što je opravdano s obzirom na rezultat meča. Laskerova politika tijekom ove partije je dobra, ali zašto je Schlechter, kojemu je trebao samo remi, igrao tako divlju partiju, može se objasniti samo činjenicom da možda nije bio zadovoljan dobiti meč pukom slučajnošću, što se pokazalo kao slučaj u petoj partiji.”
Nakon što je Schlechter predao, publika je glasno zapljeskala, a Lasker i Schlechter su si pružili ruku. Direktor turnira Alfred Post proglasio je meč izjednačenim, čime je Lasker zadržao titulu.

### Meč protiv Janowskog
David Janowski rođen je 7. lipnja 1868. u Wołkowysku, tadašnjoj Poljskoj. Krajem 19. stoljeća redovito sudjeluje na najvećim međunarodnim turnirima, čak pobjeđuje i Marshalla u egzibicijskom meču (+3–1=0). Janowski je, poput Marshalla, bio poznat po dinamičnoj i kombinatornoj igri. José Raúl Capablanca ističe da je njegova najveća slabost ležala u završnici, iako mu je iskazao poštovanje riječima: „Kada je u formi, Janowski je jedan od najstrašnijih igrača koji mogu postojati.”
Godine 1899. izaziva Laskera na meč od 10 partija s nagradnim fondom od 450 funti, no Lasker odbija igrati više od 8 partija. U ožujku 1909. Lasker i Janowski igraju egzibicijski meč u Parizu koji završava neriješeno (+2–2=0).
Pun pouzdanja, Janowski poziva Laskera na meč za svjetskog prvaka, no u međuvremenu je Lasker bio u dogovorima za meč sa Schlechterom pa meč biva odgođen. Lasker je u jednoj od najdramatičnijih borbi za svjetsku krunu zadržao naslov (+1–1=8) remiziravši protiv austrijskog majstora. 
Konačno, meč se održava u studenom i prosincu 1910. u Berlinu. Lasker pobjeđuje Janowskog bez izgubljene partije. Rezultat je bio +8 –0 =3, čime je Lasker uvjerljivo zadržao status najjačeg igrača svijeta.
Lasker je nakon meča o Janowskom rekao sljedeće:
 Samostalno traga za lijepim, genijalnim, dubokim i skrivenim. Nažalost, u tome je otišao predaleko. Ne obraća ni najmanju pozornost na običnost. Zapravo, to njegovoj igri daje posebnu privlačnost, a ujedno to je njegova slaba točka.

## Turnir u Sankt Peterburgu 1914. godine

### Povratak aktivnom šahu
Nakon uspješnog turnira 1909., u travnju i svibnju 1914. održan je jedan od najslavnijih turnira u šahovskoj povijesti, turnir u Sankt Peterburgu (tada Petrogradu). Na turniru je trebalo nastupiti 20 najboljih igrača, no zbog političkih tenzija između Ruskog Carstva i Austro-Ugarske, na turniru je nastupilo njih 11. Favoriti za osvajanje turnira bili su Lasker, Capablanca i Rubinstein.
|   | a | b | c | d | e | f | g | h |   |
| 8 | a8 black rook · c8 black bishop · e8 black rook · g8 black king · b7 black pawn · c7 black pawn · e7 black knight · g7 black pawn · h7 black pawn · a6 black pawn · c6 black pawn · d6 black bishop · f6 black pawn · f5 white pawn · e4 white pawn · b3 white knight · c3 white knight · a2 white pawn · b2 white pawn · c2 white pawn · g2 white pawn · h2 white pawn · a1 white rook · c1 white bishop · f1 white rook · g1 white king | a8 black rook · c8 black bishop · e8 black rook · g8 black king · b7 black pawn · c7 black pawn · e7 black knight · g7 black pawn · h7 black pawn · a6 black pawn · c6 black pawn · d6 black bishop · f6 black pawn · f5 white pawn · e4 white pawn · b3 white knight · c3 white knight · a2 white pawn · b2 white pawn · c2 white pawn · g2 white pawn · h2 white pawn · a1 white rook · c1 white bishop · f1 white rook · g1 white king | a8 black rook · c8 black bishop · e8 black rook · g8 black king · b7 black pawn · c7 black pawn · e7 black knight · g7 black pawn · h7 black pawn · a6 black pawn · c6 black pawn · d6 black bishop · f6 black pawn · f5 white pawn · e4 white pawn · b3 white knight · c3 white knight · a2 white pawn · b2 white pawn · c2 white pawn · g2 white pawn · h2 white pawn · a1 white rook · c1 white bishop · f1 white rook · g1 white king | a8 black rook · c8 black bishop · e8 black rook · g8 black king · b7 black pawn · c7 black pawn · e7 black knight · g7 black pawn · h7 black pawn · a6 black pawn · c6 black pawn · d6 black bishop · f6 black pawn · f5 white pawn · e4 white pawn · b3 white knight · c3 white knight · a2 white pawn · b2 white pawn · c2 white pawn · g2 white pawn · h2 white pawn · a1 white rook · c1 white bishop · f1 white rook · g1 white king | a8 black rook · c8 black bishop · e8 black rook · g8 black king · b7 black pawn · c7 black pawn · e7 black knight · g7 black pawn · h7 black pawn · a6 black pawn · c6 black pawn · d6 black bishop · f6 black pawn · f5 white pawn · e4 white pawn · b3 white knight · c3 white knight · a2 white pawn · b2 white pawn · c2 white pawn · g2 white pawn · h2 white pawn · a1 white rook · c1 white bishop · f1 white rook · g1 white king | a8 black rook · c8 black bishop · e8 black rook · g8 black king · b7 black pawn · c7 black pawn · e7 black knight · g7 black pawn · h7 black pawn · a6 black pawn · c6 black pawn · d6 black bishop · f6 black pawn · f5 white pawn · e4 white pawn · b3 white knight · c3 white knight · a2 white pawn · b2 white pawn · c2 white pawn · g2 white pawn · h2 white pawn · a1 white rook · c1 white bishop · f1 white rook · g1 white king | a8 black rook · c8 black bishop · e8 black rook · g8 black king · b7 black pawn · c7 black pawn · e7 black knight · g7 black pawn · h7 black pawn · a6 black pawn · c6 black pawn · d6 black bishop · f6 black pawn · f5 white pawn · e4 white pawn · b3 white knight · c3 white knight · a2 white pawn · b2 white pawn · c2 white pawn · g2 white pawn · h2 white pawn · a1 white rook · c1 white bishop · f1 white rook · g1 white king | a8 black rook · c8 black bishop · e8 black rook · g8 black king · b7 black pawn · c7 black pawn · e7 black knight · g7 black pawn · h7 black pawn · a6 black pawn · c6 black pawn · d6 black bishop · f6 black pawn · f5 white pawn · e4 white pawn · b3 white knight · c3 white knight · a2 white pawn · b2 white pawn · c2 white pawn · g2 white pawn · h2 white pawn · a1 white rook · c1 white bishop · f1 white rook · g1 white king | 8 |
| 7 | a8 black rook · c8 black bishop · e8 black rook · g8 black king · b7 black pawn · c7 black pawn · e7 black knight · g7 black pawn · h7 black pawn · a6 black pawn · c6 black pawn · d6 black bishop · f6 black pawn · f5 white pawn · e4 white pawn · b3 white knight · c3 white knight · a2 white pawn · b2 white pawn · c2 white pawn · g2 white pawn · h2 white pawn · a1 white rook · c1 white bishop · f1 white rook · g1 white king | a8 black rook · c8 black bishop · e8 black rook · g8 black king · b7 black pawn · c7 black pawn · e7 black knight · g7 black pawn · h7 black pawn · a6 black pawn · c6 black pawn · d6 black bishop · f6 black pawn · f5 white pawn · e4 white pawn · b3 white knight · c3 white knight · a2 white pawn · b2 white pawn · c2 white pawn · g2 white pawn · h2 white pawn · a1 white rook · c1 white bishop · f1 white rook · g1 white king | a8 black rook · c8 black bishop · e8 black rook · g8 black king · b7 black pawn · c7 black pawn · e7 black knight · g7 black pawn · h7 black pawn · a6 black pawn · c6 black pawn · d6 black bishop · f6 black pawn · f5 white pawn · e4 white pawn · b3 white knight · c3 white knight · a2 white pawn · b2 white pawn · c2 white pawn · g2 white pawn · h2 white pawn · a1 white rook · c1 white bishop · f1 white rook · g1 white king | a8 black rook · c8 black bishop · e8 black rook · g8 black king · b7 black pawn · c7 black pawn · e7 black knight · g7 black pawn · h7 black pawn · a6 black pawn · c6 black pawn · d6 black bishop · f6 black pawn · f5 white pawn · e4 white pawn · b3 white knight · c3 white knight · a2 white pawn · b2 white pawn · c2 white pawn · g2 white pawn · h2 white pawn · a1 white rook · c1 white bishop · f1 white rook · g1 white king | a8 black rook · c8 black bishop · e8 black rook · g8 black king · b7 black pawn · c7 black pawn · e7 black knight · g7 black pawn · h7 black pawn · a6 black pawn · c6 black pawn · d6 black bishop · f6 black pawn · f5 white pawn · e4 white pawn · b3 white knight · c3 white knight · a2 white pawn · b2 white pawn · c2 white pawn · g2 white pawn · h2 white pawn · a1 white rook · c1 white bishop · f1 white rook · g1 white king | a8 black rook · c8 black bishop · e8 black rook · g8 black king · b7 black pawn · c7 black pawn · e7 black knight · g7 black pawn · h7 black pawn · a6 black pawn · c6 black pawn · d6 black bishop · f6 black pawn · f5 white pawn · e4 white pawn · b3 white knight · c3 white knight · a2 white pawn · b2 white pawn · c2 white pawn · g2 white pawn · h2 white pawn · a1 white rook · c1 white bishop · f1 white rook · g1 white king | a8 black rook · c8 black bishop · e8 black rook · g8 black king · b7 black pawn · c7 black pawn · e7 black knight · g7 black pawn · h7 black pawn · a6 black pawn · c6 black pawn · d6 black bishop · f6 black pawn · f5 white pawn · e4 white pawn · b3 white knight · c3 white knight · a2 white pawn · b2 white pawn · c2 white pawn · g2 white pawn · h2 white pawn · a1 white rook · c1 white bishop · f1 white rook · g1 white king | a8 black rook · c8 black bishop · e8 black rook · g8 black king · b7 black pawn · c7 black pawn · e7 black knight · g7 black pawn · h7 black pawn · a6 black pawn · c6 black pawn · d6 black bishop · f6 black pawn · f5 white pawn · e4 white pawn · b3 white knight · c3 white knight · a2 white pawn · b2 white pawn · c2 white pawn · g2 white pawn · h2 white pawn · a1 white rook · c1 white bishop · f1 white rook · g1 white king | 7 |
| 6 | a8 black rook · c8 black bishop · e8 black rook · g8 black king · b7 black pawn · c7 black pawn · e7 black knight · g7 black pawn · h7 black pawn · a6 black pawn · c6 black pawn · d6 black bishop · f6 black pawn · f5 white pawn · e4 white pawn · b3 white knight · c3 white knight · a2 white pawn · b2 white pawn · c2 white pawn · g2 white pawn · h2 white pawn · a1 white rook · c1 white bishop · f1 white rook · g1 white king | a8 black rook · c8 black bishop · e8 black rook · g8 black king · b7 black pawn · c7 black pawn · e7 black knight · g7 black pawn · h7 black pawn · a6 black pawn · c6 black pawn · d6 black bishop · f6 black pawn · f5 white pawn · e4 white pawn · b3 white knight · c3 white knight · a2 white pawn · b2 white pawn · c2 white pawn · g2 white pawn · h2 white pawn · a1 white rook · c1 white bishop · f1 white rook · g1 white king | a8 black rook · c8 black bishop · e8 black rook · g8 black king · b7 black pawn · c7 black pawn · e7 black knight · g7 black pawn · h7 black pawn · a6 black pawn · c6 black pawn · d6 black bishop · f6 black pawn · f5 white pawn · e4 white pawn · b3 white knight · c3 white knight · a2 white pawn · b2 white pawn · c2 white pawn · g2 white pawn · h2 white pawn · a1 white rook · c1 white bishop · f1 white rook · g1 white king | a8 black rook · c8 black bishop · e8 black rook · g8 black king · b7 black pawn · c7 black pawn · e7 black knight · g7 black pawn · h7 black pawn · a6 black pawn · c6 black pawn · d6 black bishop · f6 black pawn · f5 white pawn · e4 white pawn · b3 white knight · c3 white knight · a2 white pawn · b2 white pawn · c2 white pawn · g2 white pawn · h2 white pawn · a1 white rook · c1 white bishop · f1 white rook · g1 white king | a8 black rook · c8 black bishop · e8 black rook · g8 black king · b7 black pawn · c7 black pawn · e7 black knight · g7 black pawn · h7 black pawn · a6 black pawn · c6 black pawn · d6 black bishop · f6 black pawn · f5 white pawn · e4 white pawn · b3 white knight · c3 white knight · a2 white pawn · b2 white pawn · c2 white pawn · g2 white pawn · h2 white pawn · a1 white rook · c1 white bishop · f1 white rook · g1 white king | a8 black rook · c8 black bishop · e8 black rook · g8 black king · b7 black pawn · c7 black pawn · e7 black knight · g7 black pawn · h7 black pawn · a6 black pawn · c6 black pawn · d6 black bishop · f6 black pawn · f5 white pawn · e4 white pawn · b3 white knight · c3 white knight · a2 white pawn · b2 white pawn · c2 white pawn · g2 white pawn · h2 white pawn · a1 white rook · c1 white bishop · f1 white rook · g1 white king | a8 black rook · c8 black bishop · e8 black rook · g8 black king · b7 black pawn · c7 black pawn · e7 black knight · g7 black pawn · h7 black pawn · a6 black pawn · c6 black pawn · d6 black bishop · f6 black pawn · f5 white pawn · e4 white pawn · b3 white knight · c3 white knight · a2 white pawn · b2 white pawn · c2 white pawn · g2 white pawn · h2 white pawn · a1 white rook · c1 white bishop · f1 white rook · g1 white king | a8 black rook · c8 black bishop · e8 black rook · g8 black king · b7 black pawn · c7 black pawn · e7 black knight · g7 black pawn · h7 black pawn · a6 black pawn · c6 black pawn · d6 black bishop · f6 black pawn · f5 white pawn · e4 white pawn · b3 white knight · c3 white knight · a2 white pawn · b2 white pawn · c2 white pawn · g2 white pawn · h2 white pawn · a1 white rook · c1 white bishop · f1 white rook · g1 white king | 6 |
| 5 | a8 black rook · c8 black bishop · e8 black rook · g8 black king · b7 black pawn · c7 black pawn · e7 black knight · g7 black pawn · h7 black pawn · a6 black pawn · c6 black pawn · d6 black bishop · f6 black pawn · f5 white pawn · e4 white pawn · b3 white knight · c3 white knight · a2 white pawn · b2 white pawn · c2 white pawn · g2 white pawn · h2 white pawn · a1 white rook · c1 white bishop · f1 white rook · g1 white king | a8 black rook · c8 black bishop · e8 black rook · g8 black king · b7 black pawn · c7 black pawn · e7 black knight · g7 black pawn · h7 black pawn · a6 black pawn · c6 black pawn · d6 black bishop · f6 black pawn · f5 white pawn · e4 white pawn · b3 white knight · c3 white knight · a2 white pawn · b2 white pawn · c2 white pawn · g2 white pawn · h2 white pawn · a1 white rook · c1 white bishop · f1 white rook · g1 white king | a8 black rook · c8 black bishop · e8 black rook · g8 black king · b7 black pawn · c7 black pawn · e7 black knight · g7 black pawn · h7 black pawn · a6 black pawn · c6 black pawn · d6 black bishop · f6 black pawn · f5 white pawn · e4 white pawn · b3 white knight · c3 white knight · a2 white pawn · b2 white pawn · c2 white pawn · g2 white pawn · h2 white pawn · a1 white rook · c1 white bishop · f1 white rook · g1 white king | a8 black rook · c8 black bishop · e8 black rook · g8 black king · b7 black pawn · c7 black pawn · e7 black knight · g7 black pawn · h7 black pawn · a6 black pawn · c6 black pawn · d6 black bishop · f6 black pawn · f5 white pawn · e4 white pawn · b3 white knight · c3 white knight · a2 white pawn · b2 white pawn · c2 white pawn · g2 white pawn · h2 white pawn · a1 white rook · c1 white bishop · f1 white rook · g1 white king | a8 black rook · c8 black bishop · e8 black rook · g8 black king · b7 black pawn · c7 black pawn · e7 black knight · g7 black pawn · h7 black pawn · a6 black pawn · c6 black pawn · d6 black bishop · f6 black pawn · f5 white pawn · e4 white pawn · b3 white knight · c3 white knight · a2 white pawn · b2 white pawn · c2 white pawn · g2 white pawn · h2 white pawn · a1 white rook · c1 white bishop · f1 white rook · g1 white king | a8 black rook · c8 black bishop · e8 black rook · g8 black king · b7 black pawn · c7 black pawn · e7 black knight · g7 black pawn · h7 black pawn · a6 black pawn · c6 black pawn · d6 black bishop · f6 black pawn · f5 white pawn · e4 white pawn · b3 white knight · c3 white knight · a2 white pawn · b2 white pawn · c2 white pawn · g2 white pawn · h2 white pawn · a1 white rook · c1 white bishop · f1 white rook · g1 white king | a8 black rook · c8 black bishop · e8 black rook · g8 black king · b7 black pawn · c7 black pawn · e7 black knight · g7 black pawn · h7 black pawn · a6 black pawn · c6 black pawn · d6 black bishop · f6 black pawn · f5 white pawn · e4 white pawn · b3 white knight · c3 white knight · a2 white pawn · b2 white pawn · c2 white pawn · g2 white pawn · h2 white pawn · a1 white rook · c1 white bishop · f1 white rook · g1 white king | a8 black rook · c8 black bishop · e8 black rook · g8 black king · b7 black pawn · c7 black pawn · e7 black knight · g7 black pawn · h7 black pawn · a6 black pawn · c6 black pawn · d6 black bishop · f6 black pawn · f5 white pawn · e4 white pawn · b3 white knight · c3 white knight · a2 white pawn · b2 white pawn · c2 white pawn · g2 white pawn · h2 white pawn · a1 white rook · c1 white bishop · f1 white rook · g1 white king | 5 |
| 4 | a8 black rook · c8 black bishop · e8 black rook · g8 black king · b7 black pawn · c7 black pawn · e7 black knight · g7 black pawn · h7 black pawn · a6 black pawn · c6 black pawn · d6 black bishop · f6 black pawn · f5 white pawn · e4 white pawn · b3 white knight · c3 white knight · a2 white pawn · b2 white pawn · c2 white pawn · g2 white pawn · h2 white pawn · a1 white rook · c1 white bishop · f1 white rook · g1 white king | a8 black rook · c8 black bishop · e8 black rook · g8 black king · b7 black pawn · c7 black pawn · e7 black knight · g7 black pawn · h7 black pawn · a6 black pawn · c6 black pawn · d6 black bishop · f6 black pawn · f5 white pawn · e4 white pawn · b3 white knight · c3 white knight · a2 white pawn · b2 white pawn · c2 white pawn · g2 white pawn · h2 white pawn · a1 white rook · c1 white bishop · f1 white rook · g1 white king | a8 black rook · c8 black bishop · e8 black rook · g8 black king · b7 black pawn · c7 black pawn · e7 black knight · g7 black pawn · h7 black pawn · a6 black pawn · c6 black pawn · d6 black bishop · f6 black pawn · f5 white pawn · e4 white pawn · b3 white knight · c3 white knight · a2 white pawn · b2 white pawn · c2 white pawn · g2 white pawn · h2 white pawn · a1 white rook · c1 white bishop · f1 white rook · g1 white king | a8 black rook · c8 black bishop · e8 black rook · g8 black king · b7 black pawn · c7 black pawn · e7 black knight · g7 black pawn · h7 black pawn · a6 black pawn · c6 black pawn · d6 black bishop · f6 black pawn · f5 white pawn · e4 white pawn · b3 white knight · c3 white knight · a2 white pawn · b2 white pawn · c2 white pawn · g2 white pawn · h2 white pawn · a1 white rook · c1 white bishop · f1 white rook · g1 white king | a8 black rook · c8 black bishop · e8 black rook · g8 black king · b7 black pawn · c7 black pawn · e7 black knight · g7 black pawn · h7 black pawn · a6 black pawn · c6 black pawn · d6 black bishop · f6 black pawn · f5 white pawn · e4 white pawn · b3 white knight · c3 white knight · a2 white pawn · b2 white pawn · c2 white pawn · g2 white pawn · h2 white pawn · a1 white rook · c1 white bishop · f1 white rook · g1 white king | a8 black rook · c8 black bishop · e8 black rook · g8 black king · b7 black pawn · c7 black pawn · e7 black knight · g7 black pawn · h7 black pawn · a6 black pawn · c6 black pawn · d6 black bishop · f6 black pawn · f5 white pawn · e4 white pawn · b3 white knight · c3 white knight · a2 white pawn · b2 white pawn · c2 white pawn · g2 white pawn · h2 white pawn · a1 white rook · c1 white bishop · f1 white rook · g1 white king | a8 black rook · c8 black bishop · e8 black rook · g8 black king · b7 black pawn · c7 black pawn · e7 black knight · g7 black pawn · h7 black pawn · a6 black pawn · c6 black pawn · d6 black bishop · f6 black pawn · f5 white pawn · e4 white pawn · b3 white knight · c3 white knight · a2 white pawn · b2 white pawn · c2 white pawn · g2 white pawn · h2 white pawn · a1 white rook · c1 white bishop · f1 white rook · g1 white king | a8 black rook · c8 black bishop · e8 black rook · g8 black king · b7 black pawn · c7 black pawn · e7 black knight · g7 black pawn · h7 black pawn · a6 black pawn · c6 black pawn · d6 black bishop · f6 black pawn · f5 white pawn · e4 white pawn · b3 white knight · c3 white knight · a2 white pawn · b2 white pawn · c2 white pawn · g2 white pawn · h2 white pawn · a1 white rook · c1 white bishop · f1 white rook · g1 white king | 4 |
| 3 | a8 black rook · c8 black bishop · e8 black rook · g8 black king · b7 black pawn · c7 black pawn · e7 black knight · g7 black pawn · h7 black pawn · a6 black pawn · c6 black pawn · d6 black bishop · f6 black pawn · f5 white pawn · e4 white pawn · b3 white knight · c3 white knight · a2 white pawn · b2 white pawn · c2 white pawn · g2 white pawn · h2 white pawn · a1 white rook · c1 white bishop · f1 white rook · g1 white king | a8 black rook · c8 black bishop · e8 black rook · g8 black king · b7 black pawn · c7 black pawn · e7 black knight · g7 black pawn · h7 black pawn · a6 black pawn · c6 black pawn · d6 black bishop · f6 black pawn · f5 white pawn · e4 white pawn · b3 white knight · c3 white knight · a2 white pawn · b2 white pawn · c2 white pawn · g2 white pawn · h2 white pawn · a1 white rook · c1 white bishop · f1 white rook · g1 white king | a8 black rook · c8 black bishop · e8 black rook · g8 black king · b7 black pawn · c7 black pawn · e7 black knight · g7 black pawn · h7 black pawn · a6 black pawn · c6 black pawn · d6 black bishop · f6 black pawn · f5 white pawn · e4 white pawn · b3 white knight · c3 white knight · a2 white pawn · b2 white pawn · c2 white pawn · g2 white pawn · h2 white pawn · a1 white rook · c1 white bishop · f1 white rook · g1 white king | a8 black rook · c8 black bishop · e8 black rook · g8 black king · b7 black pawn · c7 black pawn · e7 black knight · g7 black pawn · h7 black pawn · a6 black pawn · c6 black pawn · d6 black bishop · f6 black pawn · f5 white pawn · e4 white pawn · b3 white knight · c3 white knight · a2 white pawn · b2 white pawn · c2 white pawn · g2 white pawn · h2 white pawn · a1 white rook · c1 white bishop · f1 white rook · g1 white king | a8 black rook · c8 black bishop · e8 black rook · g8 black king · b7 black pawn · c7 black pawn · e7 black knight · g7 black pawn · h7 black pawn · a6 black pawn · c6 black pawn · d6 black bishop · f6 black pawn · f5 white pawn · e4 white pawn · b3 white knight · c3 white knight · a2 white pawn · b2 white pawn · c2 white pawn · g2 white pawn · h2 white pawn · a1 white rook · c1 white bishop · f1 white rook · g1 white king | a8 black rook · c8 black bishop · e8 black rook · g8 black king · b7 black pawn · c7 black pawn · e7 black knight · g7 black pawn · h7 black pawn · a6 black pawn · c6 black pawn · d6 black bishop · f6 black pawn · f5 white pawn · e4 white pawn · b3 white knight · c3 white knight · a2 white pawn · b2 white pawn · c2 white pawn · g2 white pawn · h2 white pawn · a1 white rook · c1 white bishop · f1 white rook · g1 white king | a8 black rook · c8 black bishop · e8 black rook · g8 black king · b7 black pawn · c7 black pawn · e7 black knight · g7 black pawn · h7 black pawn · a6 black pawn · c6 black pawn · d6 black bishop · f6 black pawn · f5 white pawn · e4 white pawn · b3 white knight · c3 white knight · a2 white pawn · b2 white pawn · c2 white pawn · g2 white pawn · h2 white pawn · a1 white rook · c1 white bishop · f1 white rook · g1 white king | a8 black rook · c8 black bishop · e8 black rook · g8 black king · b7 black pawn · c7 black pawn · e7 black knight · g7 black pawn · h7 black pawn · a6 black pawn · c6 black pawn · d6 black bishop · f6 black pawn · f5 white pawn · e4 white pawn · b3 white knight · c3 white knight · a2 white pawn · b2 white pawn · c2 white pawn · g2 white pawn · h2 white pawn · a1 white rook · c1 white bishop · f1 white rook · g1 white king | 3 |
| 2 | a8 black rook · c8 black bishop · e8 black rook · g8 black king · b7 black pawn · c7 black pawn · e7 black knight · g7 black pawn · h7 black pawn · a6 black pawn · c6 black pawn · d6 black bishop · f6 black pawn · f5 white pawn · e4 white pawn · b3 white knight · c3 white knight · a2 white pawn · b2 white pawn · c2 white pawn · g2 white pawn · h2 white pawn · a1 white rook · c1 white bishop · f1 white rook · g1 white king | a8 black rook · c8 black bishop · e8 black rook · g8 black king · b7 black pawn · c7 black pawn · e7 black knight · g7 black pawn · h7 black pawn · a6 black pawn · c6 black pawn · d6 black bishop · f6 black pawn · f5 white pawn · e4 white pawn · b3 white knight · c3 white knight · a2 white pawn · b2 white pawn · c2 white pawn · g2 white pawn · h2 white pawn · a1 white rook · c1 white bishop · f1 white rook · g1 white king | a8 black rook · c8 black bishop · e8 black rook · g8 black king · b7 black pawn · c7 black pawn · e7 black knight · g7 black pawn · h7 black pawn · a6 black pawn · c6 black pawn · d6 black bishop · f6 black pawn · f5 white pawn · e4 white pawn · b3 white knight · c3 white knight · a2 white pawn · b2 white pawn · c2 white pawn · g2 white pawn · h2 white pawn · a1 white rook · c1 white bishop · f1 white rook · g1 white king | a8 black rook · c8 black bishop · e8 black rook · g8 black king · b7 black pawn · c7 black pawn · e7 black knight · g7 black pawn · h7 black pawn · a6 black pawn · c6 black pawn · d6 black bishop · f6 black pawn · f5 white pawn · e4 white pawn · b3 white knight · c3 white knight · a2 white pawn · b2 white pawn · c2 white pawn · g2 white pawn · h2 white pawn · a1 white rook · c1 white bishop · f1 white rook · g1 white king | a8 black rook · c8 black bishop · e8 black rook · g8 black king · b7 black pawn · c7 black pawn · e7 black knight · g7 black pawn · h7 black pawn · a6 black pawn · c6 black pawn · d6 black bishop · f6 black pawn · f5 white pawn · e4 white pawn · b3 white knight · c3 white knight · a2 white pawn · b2 white pawn · c2 white pawn · g2 white pawn · h2 white pawn · a1 white rook · c1 white bishop · f1 white rook · g1 white king | a8 black rook · c8 black bishop · e8 black rook · g8 black king · b7 black pawn · c7 black pawn · e7 black knight · g7 black pawn · h7 black pawn · a6 black pawn · c6 black pawn · d6 black bishop · f6 black pawn · f5 white pawn · e4 white pawn · b3 white knight · c3 white knight · a2 white pawn · b2 white pawn · c2 white pawn · g2 white pawn · h2 white pawn · a1 white rook · c1 white bishop · f1 white rook · g1 white king | a8 black rook · c8 black bishop · e8 black rook · g8 black king · b7 black pawn · c7 black pawn · e7 black knight · g7 black pawn · h7 black pawn · a6 black pawn · c6 black pawn · d6 black bishop · f6 black pawn · f5 white pawn · e4 white pawn · b3 white knight · c3 white knight · a2 white pawn · b2 white pawn · c2 white pawn · g2 white pawn · h2 white pawn · a1 white rook · c1 white bishop · f1 white rook · g1 white king | a8 black rook · c8 black bishop · e8 black rook · g8 black king · b7 black pawn · c7 black pawn · e7 black knight · g7 black pawn · h7 black pawn · a6 black pawn · c6 black pawn · d6 black bishop · f6 black pawn · f5 white pawn · e4 white pawn · b3 white knight · c3 white knight · a2 white pawn · b2 white pawn · c2 white pawn · g2 white pawn · h2 white pawn · a1 white rook · c1 white bishop · f1 white rook · g1 white king | 2 |
| 1 | a8 black rook · c8 black bishop · e8 black rook · g8 black king · b7 black pawn · c7 black pawn · e7 black knight · g7 black pawn · h7 black pawn · a6 black pawn · c6 black pawn · d6 black bishop · f6 black pawn · f5 white pawn · e4 white pawn · b3 white knight · c3 white knight · a2 white pawn · b2 white pawn · c2 white pawn · g2 white pawn · h2 white pawn · a1 white rook · c1 white bishop · f1 white rook · g1 white king | a8 black rook · c8 black bishop · e8 black rook · g8 black king · b7 black pawn · c7 black pawn · e7 black knight · g7 black pawn · h7 black pawn · a6 black pawn · c6 black pawn · d6 black bishop · f6 black pawn · f5 white pawn · e4 white pawn · b3 white knight · c3 white knight · a2 white pawn · b2 white pawn · c2 white pawn · g2 white pawn · h2 white pawn · a1 white rook · c1 white bishop · f1 white rook · g1 white king | a8 black rook · c8 black bishop · e8 black rook · g8 black king · b7 black pawn · c7 black pawn · e7 black knight · g7 black pawn · h7 black pawn · a6 black pawn · c6 black pawn · d6 black bishop · f6 black pawn · f5 white pawn · e4 white pawn · b3 white knight · c3 white knight · a2 white pawn · b2 white pawn · c2 white pawn · g2 white pawn · h2 white pawn · a1 white rook · c1 white bishop · f1 white rook · g1 white king | a8 black rook · c8 black bishop · e8 black rook · g8 black king · b7 black pawn · c7 black pawn · e7 black knight · g7 black pawn · h7 black pawn · a6 black pawn · c6 black pawn · d6 black bishop · f6 black pawn · f5 white pawn · e4 white pawn · b3 white knight · c3 white knight · a2 white pawn · b2 white pawn · c2 white pawn · g2 white pawn · h2 white pawn · a1 white rook · c1 white bishop · f1 white rook · g1 white king | a8 black rook · c8 black bishop · e8 black rook · g8 black king · b7 black pawn · c7 black pawn · e7 black knight · g7 black pawn · h7 black pawn · a6 black pawn · c6 black pawn · d6 black bishop · f6 black pawn · f5 white pawn · e4 white pawn · b3 white knight · c3 white knight · a2 white pawn · b2 white pawn · c2 white pawn · g2 white pawn · h2 white pawn · a1 white rook · c1 white bishop · f1 white rook · g1 white king | a8 black rook · c8 black bishop · e8 black rook · g8 black king · b7 black pawn · c7 black pawn · e7 black knight · g7 black pawn · h7 black pawn · a6 black pawn · c6 black pawn · d6 black bishop · f6 black pawn · f5 white pawn · e4 white pawn · b3 white knight · c3 white knight · a2 white pawn · b2 white pawn · c2 white pawn · g2 white pawn · h2 white pawn · a1 white rook · c1 white bishop · f1 white rook · g1 white king | a8 black rook · c8 black bishop · e8 black rook · g8 black king · b7 black pawn · c7 black pawn · e7 black knight · g7 black pawn · h7 black pawn · a6 black pawn · c6 black pawn · d6 black bishop · f6 black pawn · f5 white pawn · e4 white pawn · b3 white knight · c3 white knight · a2 white pawn · b2 white pawn · c2 white pawn · g2 white pawn · h2 white pawn · a1 white rook · c1 white bishop · f1 white rook · g1 white king | a8 black rook · c8 black bishop · e8 black rook · g8 black king · b7 black pawn · c7 black pawn · e7 black knight · g7 black pawn · h7 black pawn · a6 black pawn · c6 black pawn · d6 black bishop · f6 black pawn · f5 white pawn · e4 white pawn · b3 white knight · c3 white knight · a2 white pawn · b2 white pawn · c2 white pawn · g2 white pawn · h2 white pawn · a1 white rook · c1 white bishop · f1 white rook · g1 white king | 1 |
|   | a | b | c | d | e | f | g | h |   |

Na tom je turniru Capablanca po prvi puta odigrao susret protiv Laskera. Capablanca je poveo za jedan i pol bod u preliminarnoj rundi i natjerao Laskera da se grčevito bori za remi. No ipak, Capablanca je zbog Laskerova povratka u drugom dijelu natjecanja (koje se sastojalo od pet rundi) završio samo kao drugi rezultatom od 13 bodova, dok je Lasker imao pola boda više. Lasker je u izravnom susretu pobijedio Capablancu u varijanti izmjene u Španjolskoj partiji. Capablanca je, uzdrman porazom,  napravio grubi previd u idućem kolu protiv Tarrascha i izgubio partiju, čime je predao Laskeru pobjedu u ruke.
Prema nekim je izvorima i mnogim šahovskim knjigama nakon turnira ruski car Nikola II. proglasio pet dobitnika nagrada (Laskera, Capablancu, Aljehina, Tarrascha i Marshalla) za šahovske velemajstore, no nije pronađen izvor prije 1940. koji bi sugerirao da se takav događaj uistinu i dogodio. Ovaj je turnir ujedno bio i posljednji susret Laskera i Capablance prije meča za svjetskog prvaka.
Tablica ispod sadržava konačne rezultate turnira (za prvih pet natjecatelja): 
| # | Igrač                | Prel. | 1  | 2  | 3  | 4  | 5  | Ukupno |
| - | -------------------- | ----- | -- | -- | -- | -- | -- | ------ |
| 1 | Emanuel Lasker       | 6½    | ** | ½1 | 11 | 1½ | 11 | 13½    |
| 2 | José Raúl Capablanca | 8     | ½0 | ** | ½1 | 10 | 11 | 13     |
| 3 | Aleksandar Aljehin   | 6     | 00 | ½0 | ** | 11 | 1½ | 10     |
| 4 | Siegbert Tarrasch    | 6½    | 0½ | 01 | 00 | ** | 0½ | 8½     |
| 5 | Frank James Marshall | 6     | 00 | 00 | 0½ | 1½ | ** | 8      |

### Prestanak šahovskih aktivnosti u Europi (1914. – 1918.)
Prvi svjetski rat prekinuo je sve veće šahovske aktivnosti u Europi. Laskerov prvi turnir nakon turnira u Sankt Peterburgu 1914. godine bio je turnir četvorice održan u Berlinu 1918. od kraja rujna do sredine listopada, pred sam kraj Prvoga svjetskog rata. Lasker je osvojio turnir ispred Rubinsteina, Schlechtera i Tarrascha. Ovaj je mali turnir također označavao i Laskerov prvi pokušaj trajnog umirovljenja  od aktivnog bavljenja šahom (tada je Laskeru bilo 50 godina), iako mu je predstojao meč s Capablancom. Lasker se ipak vraća aktivnom šahu, a njegov prvi turnir nakon ove stanke bio je međunarodni turnir u Ostravi 1923. godine koji je Lasker osvojio bez ijednog poraza, a u proljeće 1924. osvojio je i veliki turnir u New Yorku, bod i pol ispred Capablance te četiri boda ispred Aljehina.
Capablanca je Laskera izazvao na meč za svjetskog prvaka već 1911., nakon senzacionalnog osvajanja turnira u San Sebastiánu, no do susreta dolazi tek 1921. nakon dugih pregovora, kada je Laskeru bilo 52, a Capablanci 32 godine. 
Činjenica da je Capablanca izučio greške prijašnje generacije šahista te da je 20 godina mlađi od Laskera, pobudila je veliki interes javnosti koja je čekala novog prvaka 27 godina.

## Meč s Capablancom

### Preludij
Capablanca navodi da je kao osamnaestogodišnji mladić upoznao Laskera u njujorškom Manhattan Chess Clubu, a tijek susreta detaljno je opisao 1922. godine u svom članku pod naslovom „Šahovska prvenstva: događaji i sjećanja” u časopisu Windsor Magazine. Godine 1909. Capablanca je u meču porazio američkog prvaka Franka Jamesa Marshalla rezultatom +8–1=4 i taj je podvig tada Lasker pohvalio rekavši „Capablanca je pokazao da je velik igrač.” Već je u to vrijeme Capablanca izazvao Laskera na meč. 
Još 1911., nakon osvajanja turnira u San Sebastiánu, Capablanca je izazvao Laskera na meč za svjetskog prvaka. Lasker je tada prihvatio izazov, ali je postavio sedamnaest uvjeta za susret. Budući da Capablanca nije prihvatio neke od uvjeta, susret se nije odigrao sve do 1921. godine. 
No, Prvi svjetski rat prekinuo je šahovske aktivnosti u Europi. Poslije rata Lasker isprva nije bio spreman za novu obranu titule. Njegovi napori da osigura financijsku sigurnost igrajući šah nisu rezultirali uspjehom. Iz tih razloga odlučio je braniti titulu protiv Kubanca Joséa Raúla Capablance 1920., ali je predao titulu izazivaču zbog navodno narušenog zdravlja. Tom je prigodom ove riječi uputio Capablanci: „Nisi stekao naslov preko obrasca izazivača, nego putem svog briljantnog majstorstva.”
Bilo je pritisaka od šahovskog svijeta na Laskera da ipak odigra meč s Capablancom. Kad je Capablanca našao sponzore na Kubi koji su bili spremni financirati meč s 25 000 dolara, po pola obojici, bez obzira na krajnji ishod meča, Lasker je prihvatio.

### Meč u Havani
Održao je obećanje i pošto je predao titulu, on je bio taj koji je izazvao Capablancu, iako povjesničari šaha ne prihvaćaju ovakav rasplet događaja pa se danas Capablanca smatra izazivačem. Meč je održan u Havani 1921., ali je bio veliko razočarenje za šahovske zaljubljenike. Iako je bilo planirano 30 partija, meč je trajao samo 14, u kojem je Lasker izgubio čak četiri partije, nijednu nije dobio, a bilo je odigrano 10 remija (+4–0=10). Pozicije nastale u partijama, a posebno u završnici desete partije, utjecale su na današnje shvaćanje šahovskih središnjica.
|   | a | b | c | d | e | f | g | h |   |
| 8 | a7 black pawn · b7 white queen · e7 black king · f7 black pawn · b6 black pawn · h5 white rook · d4 black queen · b3 white pawn · e3 black knight · a2 white pawn · g1 white king | a7 black pawn · b7 white queen · e7 black king · f7 black pawn · b6 black pawn · h5 white rook · d4 black queen · b3 white pawn · e3 black knight · a2 white pawn · g1 white king | a7 black pawn · b7 white queen · e7 black king · f7 black pawn · b6 black pawn · h5 white rook · d4 black queen · b3 white pawn · e3 black knight · a2 white pawn · g1 white king | a7 black pawn · b7 white queen · e7 black king · f7 black pawn · b6 black pawn · h5 white rook · d4 black queen · b3 white pawn · e3 black knight · a2 white pawn · g1 white king | a7 black pawn · b7 white queen · e7 black king · f7 black pawn · b6 black pawn · h5 white rook · d4 black queen · b3 white pawn · e3 black knight · a2 white pawn · g1 white king | a7 black pawn · b7 white queen · e7 black king · f7 black pawn · b6 black pawn · h5 white rook · d4 black queen · b3 white pawn · e3 black knight · a2 white pawn · g1 white king | a7 black pawn · b7 white queen · e7 black king · f7 black pawn · b6 black pawn · h5 white rook · d4 black queen · b3 white pawn · e3 black knight · a2 white pawn · g1 white king | a7 black pawn · b7 white queen · e7 black king · f7 black pawn · b6 black pawn · h5 white rook · d4 black queen · b3 white pawn · e3 black knight · a2 white pawn · g1 white king | 8 |
| 7 | a7 black pawn · b7 white queen · e7 black king · f7 black pawn · b6 black pawn · h5 white rook · d4 black queen · b3 white pawn · e3 black knight · a2 white pawn · g1 white king | a7 black pawn · b7 white queen · e7 black king · f7 black pawn · b6 black pawn · h5 white rook · d4 black queen · b3 white pawn · e3 black knight · a2 white pawn · g1 white king | a7 black pawn · b7 white queen · e7 black king · f7 black pawn · b6 black pawn · h5 white rook · d4 black queen · b3 white pawn · e3 black knight · a2 white pawn · g1 white king | a7 black pawn · b7 white queen · e7 black king · f7 black pawn · b6 black pawn · h5 white rook · d4 black queen · b3 white pawn · e3 black knight · a2 white pawn · g1 white king | a7 black pawn · b7 white queen · e7 black king · f7 black pawn · b6 black pawn · h5 white rook · d4 black queen · b3 white pawn · e3 black knight · a2 white pawn · g1 white king | a7 black pawn · b7 white queen · e7 black king · f7 black pawn · b6 black pawn · h5 white rook · d4 black queen · b3 white pawn · e3 black knight · a2 white pawn · g1 white king | a7 black pawn · b7 white queen · e7 black king · f7 black pawn · b6 black pawn · h5 white rook · d4 black queen · b3 white pawn · e3 black knight · a2 white pawn · g1 white king | a7 black pawn · b7 white queen · e7 black king · f7 black pawn · b6 black pawn · h5 white rook · d4 black queen · b3 white pawn · e3 black knight · a2 white pawn · g1 white king | 7 |
| 6 | a7 black pawn · b7 white queen · e7 black king · f7 black pawn · b6 black pawn · h5 white rook · d4 black queen · b3 white pawn · e3 black knight · a2 white pawn · g1 white king | a7 black pawn · b7 white queen · e7 black king · f7 black pawn · b6 black pawn · h5 white rook · d4 black queen · b3 white pawn · e3 black knight · a2 white pawn · g1 white king | a7 black pawn · b7 white queen · e7 black king · f7 black pawn · b6 black pawn · h5 white rook · d4 black queen · b3 white pawn · e3 black knight · a2 white pawn · g1 white king | a7 black pawn · b7 white queen · e7 black king · f7 black pawn · b6 black pawn · h5 white rook · d4 black queen · b3 white pawn · e3 black knight · a2 white pawn · g1 white king | a7 black pawn · b7 white queen · e7 black king · f7 black pawn · b6 black pawn · h5 white rook · d4 black queen · b3 white pawn · e3 black knight · a2 white pawn · g1 white king | a7 black pawn · b7 white queen · e7 black king · f7 black pawn · b6 black pawn · h5 white rook · d4 black queen · b3 white pawn · e3 black knight · a2 white pawn · g1 white king | a7 black pawn · b7 white queen · e7 black king · f7 black pawn · b6 black pawn · h5 white rook · d4 black queen · b3 white pawn · e3 black knight · a2 white pawn · g1 white king | a7 black pawn · b7 white queen · e7 black king · f7 black pawn · b6 black pawn · h5 white rook · d4 black queen · b3 white pawn · e3 black knight · a2 white pawn · g1 white king | 6 |
| 5 | a7 black pawn · b7 white queen · e7 black king · f7 black pawn · b6 black pawn · h5 white rook · d4 black queen · b3 white pawn · e3 black knight · a2 white pawn · g1 white king | a7 black pawn · b7 white queen · e7 black king · f7 black pawn · b6 black pawn · h5 white rook · d4 black queen · b3 white pawn · e3 black knight · a2 white pawn · g1 white king | a7 black pawn · b7 white queen · e7 black king · f7 black pawn · b6 black pawn · h5 white rook · d4 black queen · b3 white pawn · e3 black knight · a2 white pawn · g1 white king | a7 black pawn · b7 white queen · e7 black king · f7 black pawn · b6 black pawn · h5 white rook · d4 black queen · b3 white pawn · e3 black knight · a2 white pawn · g1 white king | a7 black pawn · b7 white queen · e7 black king · f7 black pawn · b6 black pawn · h5 white rook · d4 black queen · b3 white pawn · e3 black knight · a2 white pawn · g1 white king | a7 black pawn · b7 white queen · e7 black king · f7 black pawn · b6 black pawn · h5 white rook · d4 black queen · b3 white pawn · e3 black knight · a2 white pawn · g1 white king | a7 black pawn · b7 white queen · e7 black king · f7 black pawn · b6 black pawn · h5 white rook · d4 black queen · b3 white pawn · e3 black knight · a2 white pawn · g1 white king | a7 black pawn · b7 white queen · e7 black king · f7 black pawn · b6 black pawn · h5 white rook · d4 black queen · b3 white pawn · e3 black knight · a2 white pawn · g1 white king | 5 |
| 4 | a7 black pawn · b7 white queen · e7 black king · f7 black pawn · b6 black pawn · h5 white rook · d4 black queen · b3 white pawn · e3 black knight · a2 white pawn · g1 white king | a7 black pawn · b7 white queen · e7 black king · f7 black pawn · b6 black pawn · h5 white rook · d4 black queen · b3 white pawn · e3 black knight · a2 white pawn · g1 white king | a7 black pawn · b7 white queen · e7 black king · f7 black pawn · b6 black pawn · h5 white rook · d4 black queen · b3 white pawn · e3 black knight · a2 white pawn · g1 white king | a7 black pawn · b7 white queen · e7 black king · f7 black pawn · b6 black pawn · h5 white rook · d4 black queen · b3 white pawn · e3 black knight · a2 white pawn · g1 white king | a7 black pawn · b7 white queen · e7 black king · f7 black pawn · b6 black pawn · h5 white rook · d4 black queen · b3 white pawn · e3 black knight · a2 white pawn · g1 white king | a7 black pawn · b7 white queen · e7 black king · f7 black pawn · b6 black pawn · h5 white rook · d4 black queen · b3 white pawn · e3 black knight · a2 white pawn · g1 white king | a7 black pawn · b7 white queen · e7 black king · f7 black pawn · b6 black pawn · h5 white rook · d4 black queen · b3 white pawn · e3 black knight · a2 white pawn · g1 white king | a7 black pawn · b7 white queen · e7 black king · f7 black pawn · b6 black pawn · h5 white rook · d4 black queen · b3 white pawn · e3 black knight · a2 white pawn · g1 white king | 4 |
| 3 | a7 black pawn · b7 white queen · e7 black king · f7 black pawn · b6 black pawn · h5 white rook · d4 black queen · b3 white pawn · e3 black knight · a2 white pawn · g1 white king | a7 black pawn · b7 white queen · e7 black king · f7 black pawn · b6 black pawn · h5 white rook · d4 black queen · b3 white pawn · e3 black knight · a2 white pawn · g1 white king | a7 black pawn · b7 white queen · e7 black king · f7 black pawn · b6 black pawn · h5 white rook · d4 black queen · b3 white pawn · e3 black knight · a2 white pawn · g1 white king | a7 black pawn · b7 white queen · e7 black king · f7 black pawn · b6 black pawn · h5 white rook · d4 black queen · b3 white pawn · e3 black knight · a2 white pawn · g1 white king | a7 black pawn · b7 white queen · e7 black king · f7 black pawn · b6 black pawn · h5 white rook · d4 black queen · b3 white pawn · e3 black knight · a2 white pawn · g1 white king | a7 black pawn · b7 white queen · e7 black king · f7 black pawn · b6 black pawn · h5 white rook · d4 black queen · b3 white pawn · e3 black knight · a2 white pawn · g1 white king | a7 black pawn · b7 white queen · e7 black king · f7 black pawn · b6 black pawn · h5 white rook · d4 black queen · b3 white pawn · e3 black knight · a2 white pawn · g1 white king | a7 black pawn · b7 white queen · e7 black king · f7 black pawn · b6 black pawn · h5 white rook · d4 black queen · b3 white pawn · e3 black knight · a2 white pawn · g1 white king | 3 |
| 2 | a7 black pawn · b7 white queen · e7 black king · f7 black pawn · b6 black pawn · h5 white rook · d4 black queen · b3 white pawn · e3 black knight · a2 white pawn · g1 white king | a7 black pawn · b7 white queen · e7 black king · f7 black pawn · b6 black pawn · h5 white rook · d4 black queen · b3 white pawn · e3 black knight · a2 white pawn · g1 white king | a7 black pawn · b7 white queen · e7 black king · f7 black pawn · b6 black pawn · h5 white rook · d4 black queen · b3 white pawn · e3 black knight · a2 white pawn · g1 white king | a7 black pawn · b7 white queen · e7 black king · f7 black pawn · b6 black pawn · h5 white rook · d4 black queen · b3 white pawn · e3 black knight · a2 white pawn · g1 white king | a7 black pawn · b7 white queen · e7 black king · f7 black pawn · b6 black pawn · h5 white rook · d4 black queen · b3 white pawn · e3 black knight · a2 white pawn · g1 white king | a7 black pawn · b7 white queen · e7 black king · f7 black pawn · b6 black pawn · h5 white rook · d4 black queen · b3 white pawn · e3 black knight · a2 white pawn · g1 white king | a7 black pawn · b7 white queen · e7 black king · f7 black pawn · b6 black pawn · h5 white rook · d4 black queen · b3 white pawn · e3 black knight · a2 white pawn · g1 white king | a7 black pawn · b7 white queen · e7 black king · f7 black pawn · b6 black pawn · h5 white rook · d4 black queen · b3 white pawn · e3 black knight · a2 white pawn · g1 white king | 2 |
| 1 | a7 black pawn · b7 white queen · e7 black king · f7 black pawn · b6 black pawn · h5 white rook · d4 black queen · b3 white pawn · e3 black knight · a2 white pawn · g1 white king | a7 black pawn · b7 white queen · e7 black king · f7 black pawn · b6 black pawn · h5 white rook · d4 black queen · b3 white pawn · e3 black knight · a2 white pawn · g1 white king | a7 black pawn · b7 white queen · e7 black king · f7 black pawn · b6 black pawn · h5 white rook · d4 black queen · b3 white pawn · e3 black knight · a2 white pawn · g1 white king | a7 black pawn · b7 white queen · e7 black king · f7 black pawn · b6 black pawn · h5 white rook · d4 black queen · b3 white pawn · e3 black knight · a2 white pawn · g1 white king | a7 black pawn · b7 white queen · e7 black king · f7 black pawn · b6 black pawn · h5 white rook · d4 black queen · b3 white pawn · e3 black knight · a2 white pawn · g1 white king | a7 black pawn · b7 white queen · e7 black king · f7 black pawn · b6 black pawn · h5 white rook · d4 black queen · b3 white pawn · e3 black knight · a2 white pawn · g1 white king | a7 black pawn · b7 white queen · e7 black king · f7 black pawn · b6 black pawn · h5 white rook · d4 black queen · b3 white pawn · e3 black knight · a2 white pawn · g1 white king | a7 black pawn · b7 white queen · e7 black king · f7 black pawn · b6 black pawn · h5 white rook · d4 black queen · b3 white pawn · e3 black knight · a2 white pawn · g1 white king | 1 |
|   | a | b | c | d | e | f | g | h |   |

Lasker je cijeli meč igrao vrlo dobro, a poraz u petoj partiji može se pripisati nedostatku vremena jer je pozicija bila jednaka. Lasker opravdava poraz riječima: „Imao sam četvrt sata za razmišljanje, ali bio sam apsolutno nesposoban učiniti to.”
Lasker je ovakav ishod meča pripisao vrućoj kubanskoj klimi i narušenom zdravlju, iako se danas smatra da je rezultat prvenstveno posljedica loše Laskerove pripreme te slabije tjelesne kondicije, a ne značajne razlike u snazi igrača. Ovu tezu zagovara i Vladimir Kramnik.

U zadnjemu poglavlju svoje knjige Moj meč s Capablancom (1922.) Lasker piše: 
 Bez sumnje, zaslužio sam izgubiti meč. Ne zbog previda, već zbog toga što se nisam uspio suprotstaviti Capablancinoj logici ni sa čime doli kombinacijama bez preciznosti. Bio sam u mogućnosti, posebno u posljednjoj fazi meča, imati prednost u nekim partijama, ali nisam imao vještine pretočiti to u djelo. Capablancina je izvedba definitivno bila iznad moje.
Na kraju je meča u članku za Sunday Times pod naslovom Zašto sam izgubio, između ostalog, napisao:
 Capablanca ne mari za komplikacije ili pustolovine. On voli znati gdje gazi. Njegova dubina je dubina matematičara, a ne pjesnika. Njegov je um više rimski nego grčki. Stoga se ističe u planiranju niza operacija koje imaju logičan cilj i gdje se slijed ne temelji na vremenu, već na razumu.

## Nastavak šahovskih aktivnosti i književni rad

### Lude dvadesete(1921. – 1925.)
Unatoč gubitku naslova, u narednih 15 godina Lasker i dalje ostaje u svjetskom vrhu. Nakon meča u Havani, u srpnju 1923. nastupa na međunarodnom turniru u Ostravi (njem. Mährisch-Ostrau) gdje, u konkurenciji najboljih šahista, iako u odsutnosti Capablance, neporažen osvaja prvo mjesto.
Iduće godine, u proljeće 1924. godine, nakon neuspješnih pregovora oko meča za svjetskog prvaka između Capablance i Aljehina, održao se veliki međunarodni šahovski turnir u New Yorku u hotelu Alamac, u suorganizaciji Hermana Helmsa, koji se ubraja među najznačajnije u šahovskoj povijesti. Lasker senzacionalno osvaja prvo mjesto, bod i pol ispred Capablance te četiri boda ispred trećeplasiranog Aljehina. Na tom je turniru Lasker izgubio jednu partiju, onu protiv Capablance, no učinkovitijom igrom protiv ostalih velemajstora uspijeva osvojiti turnir.
U svojoj je knjizi o turniru Edward Lasker, udaljeni rođak Emanuela Laskera, napisao: „Nisam otkrio da smo zapravo u srodstvu sve dok mi on (Emanuel Lasker) nije rekao, malo prije svoje smrti, da mu je netko pokazao obiteljsko stablo Laskera na čijoj sam jednoj grani ja visio.”
Lasker je 1924. godine odigrao nekoliko simultanki u nekoliko država, a posjetio je i Jugoslaviju; na simultanci održanoj u Zagrebu ostvario je rezultat +5–0=1.
U narednim godinama postiže vrhunske rezultate: u jakoj konkurenciji 1925. osvaja drugo mjesto na turniru u Moskvi, pola boda ispred tada i dalje svjetskog prvaka Capablance. Turnir je iznenađujuće osvojio rusko-njemački šahovski velemajstor Efim Bogoljubov koji je o turniru kasnije napisao i knjigu. Zanimljivo je i da je za vrijeme trajanja turnira snimljen nijemi film Šahovska groznica gdje su igrači bili glumci.
Organizator turnira bio je ruski šahist Nikolaj Krilenko. Ovaj je turnir prvi u seriji tri velika turnira u Moskvi (druga dva održana su 1935. i 1936.) i prvi je turnir koji je službeno sponzorirala država domaćin, ovdje Sovjetski Savez.
Lasker je dobio pozivnicu komisije koja je organizirala slavni turnir u New Yorku 1927., čiji je Helms opet bio suorganizator. No, iako je postojalo veliko očekivanje šahovskog svijeta da će Lasker nastupiti i, u svjetlu njegovih nedavnih uspjeha, da će doći do njegova revanša s Capablancom, do toga nikada nije došlo. Naime, Lasker je pozivnicu odbio zbog osobnih nesuglasica s nekim članovima komisije. Turnir je uverljivo osvojio Capablanca, dva i pol boda ispred drugoplasiranog Aljehina. Zanimljivo je da je Kubanac ujesen iste godine neočekivano izgubio naslov.
Nakon turnira u Moskvi 1925. Lasker se de facto ponovno umirovljuje, sve do 1934. godine. Ponovno se posvećuje matematici i pisanjem knjiga o bridžu i drugim kartaškim igrama.

### Književni rad do 1934. godine
Godine 1925. objavljuje Udžbenik šaha, svoje kapitalno šahovsko djelo u kojem se, među ostalim, osvrće na svoje filozofske poglede koje je bio razradio u svojoj knjizi Borba, ali i na kulturna dostignuća te na primjenu tehničkih spoznaja u svakodnevnome životu Zapadnog svijeta 1920-ih. U knjizi Lasker predstavlja i elaborira Steinitzove teorije kumulativnih minimalnih prednosti te ih raščlanjuje u nekoliko šahovskih principa, odnosno zakonitosti. Godine 1934. izdaje svoju posljednju šahovsku knjigu – Laskerovu šahovsku početnicu.
Godine 1929. dovršio je prvu od serije knjiga o kartaškim igrama, Enciklopediju igara. Iste godine izdaje Razboritu kartašku igru i Društvene igre naroda, a 1931. godine Igru bridža.

### U zalasku karijere
Nakon dolaska Adolfa Hitlera na vlast, u doba sve jačeg antisemitizma, biva primoran otići iz Berlina 1933., a uskoro mu tamošnje vlasti zapljenjuju imovinu. Prvo odlazi živjeti u Englesku i tamo ostaje do 1935., potom u Sovjetski Savez gdje postaje članom Moskovske akademije znanosti. Za vrijeme boravka u Moskvi surađuje s Iljom Majzelisom, ruskim šahovskim piscem koji će 1949. izdati Sovjetsku šahovsku početnicu,  čuveno djelo sovjetskog šaha. Nakon boravka u Moskvi, Lasker se 1937. konačno nastanjuje u Sjedinjenim Državama, u New Yorku, gdje ostaje živjeti do kraja života. U SAD-u je, kako bi osigurao prihode, držao predavanja o šahu i bridžu.

Laskerov prvi turnir nakon gotovo desetogodišnje stanke, bio je veliki međunarodni turnir u Zürichu 1934. na kojem Lasker osvaja peto mjesto. Na završnoj ceremoniji Lasker je održao govor, a nakon njega govor je održao pobjednik turnira i tadašnji svjetski prvak Aleksandar Aljehin. Tada je o svom prethodniku rekao:
 Emanuel Lasker bio je moj učitelj cijeli moj život. Bez njega ne bih bio ono što sam danas. Njegova knjiga o sanktpeterburškom turniru 1909. bila je za me jedna vrsta katekizma. Usvajao sam, opet i opet, svaku pojedinu ideju koju je izrazio u toj knjizi, i godinama sam imao tu knjigu sa sobom danju i noću. Sama ideja šaha kao forme umjetnosti bila bi nezamisliva bez Emanuela Laskera.
Godine 1935., tada 66-godišnji Lasker neporažen osvaja treće mjesto na velikom turniru u Moskvi, rezultatom +6–0=13, a k tome u izravnom susretu pobjeđuje starog rivala Capablancu ostvarujući pothvat koji su vodeći šahisti tog vremena prozvali „biološkim čudom”.
Lasker je svoje posljednje velike turnire odigrao 1936. u Moskvi i Nottinghamu gdje je osvojio redom šesto i sedmo mjesto u konkurenciji najboljih svjetskih šahista.
Uz i dalje sjajne rezultate na turnirima, Lasker je pokazao i zavidno umijeće pera. Godine 1925. objavljuje Knjigu o šahu (Lasker's Manual of Chess), a 1934. Šahovsku početnicu  (Lasker's Chess Primer). Ti se udžbenici i danas smatraju klasicima šahovske literature.

## Posljednje godine
Prinuđen materijalnim teškoćama uslijed nacističke zapljene svoje imovine, Lasker se posvećuje poučavanju matematike i igranjem simultanki. Sredinom 1930-ih Lasker je osobno aplicirao za učitelja bridža kod jednog od najpoznatijih igrača bridža tog vremena, Elyja Culbertsona. Uskoro je Culbertson Laskeru uručio počasni certifikat. Te su mu aktivnosti omogućavale skromne, ali dostatne novčane prihode čime izbjegava sudbinu svojega prethodnika.
Emanuel Lasker se 1927. godine upoznao i sprijateljio s Albertom Einsteinom s kojim je često provodio razgovore u dugim šetnjama. Zanimljivo je da je Lasker kritizrao Einsteinovu teoriju relativnosti uočavajući da se temelji na konstantnosti brzine svjetlosti u vakuumu. U postumnoj biografiji koju je 1952. godine napisao austrijski pisac, novinar i političar Jacques Hannak, u predgovoru Einstein je pokazao duboko poštovanje prema liku i djelu Emanuela Laskera:
 Emanuel Lasker bio je nedvojbeno jedan od najzanimljivijih ljudi koje sam upoznao u svojim kasnijim godinama. Moramo biti zahvalni onima koji su napisali priču o njegovom životu za ovu i buduće generacije. Malo je ljudi koji su imali topli interes za sve velike ljudske probleme, a u isto vrijeme zadržali svoju osobnost tako jedinstveno neovisnom.

### Smrt
Svega dva tjedna prije svoje smrti, Lasker je proslavio svoj 72. rođendan. Ubrzo je završio u bolnici gdje su ga posjetili američki šahist Reuben Fine i njegova supruga. Kad su u sobi ostali samo Lasker i njegova supruga Martha, navodno su njegove posljednje izgovorene riječi bile „kralj šaha”. Preminuo je u subotu 11. siječnja 1941. godine u New Yorku od komplikacija s bubrežnom infekcijom. Njegova pogrebna služba održana je u židovskoj pogrebnoj kapeli Riverside Memorial Chapel, a pokopan je na povijesnom groblju Beth Olam u Queensu u New Yorku.
Godine 2001., na 60. obljetnicu smrti, u njegovom je rodnom Barlineku podignuta spomen-ploča.

## Stil igre i drugi o Laskeru
Lasker je prihvatio Steinitzove teorije o značaju pozicijske igre i strategije. Shvaćao je zamjenjiv odnos između taktike i strategije. Postao je poznat po tome što je protivnike navodio na komplikacije, često ne igrajući „knjiške” poteze. Bio je vrlo jak u taktičkim borbama koje su uslijedile.
Njegove rezultate temeljito su analizirali, optuživali su ga da hipnotizira protivnike, baca uroke, da se služi psihološkim metodama, da namjerno igra loše i, na kraju, da ima fenomenalnu sreću. Ustvari, Lasker je bio izvrstan borac, uvijek spreman za borbu, bez imalo straha, veoma suptilan i dubok, s izvanrednom sposobnošću za manevarsku borbu i velikom izdržljivošću i snagom. Austrijski majstor napadačkog stila Rudolf Spielmann opisao je Laskerove partije kao „jedinstven izvor užitka.”
Lasker je jednom, dok je držao predavanje, upitan zašto bira varijante koje njegovi protivnici smatraju „nezadovoljavajućima”. Lasker je odgovorio: „(...) Varijante o kojima je riječ sastojale su se od razvojnih poteza koji su bili toliko utemeljeni i i razumni da nisu mogli biti tako loši kao što je to moj protivnik mislio.”
Laskerov stil igre, zbog svoje kompleksnosti i slojevitosti, često se opisuje kao univerzalan. Njegov se stil razvijao, od agresivnijeg u mladosti, do profilaktičnijeg u kasnijim godinama. Teško je naći Laskerova nasljednika po stilu igre, ali katkada se njegov stil uspoređuje sa stilom igre Viktora Korčnoja. Obojica su bili borbeni, izvrsni u aktivnoj obrani, ali nisu prezali ni od oštre, direktne, taktičke igre.
Max Euwe u svojoj knjizi Središnjica kazuje da je pravi razlog Laskerova uspjeha njegova „iznimna obrambena tehnika” te da se „gotovo sve što se može reći o obrambenom šahu može pokazati primjerima iz partija Steinitza i Laskera”, pri čemu prvi predstavlja pasivnu, a drugi aktivnu obranu. Laskerov je pragmatičan i borben pristup igri utjecao na razvoj sovjetskih šahista, u prvome redu Talja i Korčnoja. Hrvatski šahovski majstor židovskog porijekla Vladimir Vuković rekao je: „U klasičnoj epohi šaha, od Morphyja preko Steinitza do Laskera, napad postupno pada u cjelini, i to zato jer se na osnovu pozicijskih saznanja usavršuje i tehnika obrane.”
Njemački šahovski velemajstor Jacques Mieses usporedio je stilove Laskera i Capablance:
 Mnogi znalci kažu da postoji određena sličnost između Capablancina stila i stila svjetskog majstora Laskera. Možda u tome ima istine. Laskerov stil je bistra voda, ali s kapljicom otrova koja ju zamućuje. Capablancin stil je možda još jasniji, ali mu nedostaje ta kap otrova.
Mladi Lasker imao je mnogo pamtljivih partija, ali partija protiv Johanna Bauera, austrijskog majstora, često se navodi kao klasičan primjer Laskerove igre, ali i dobro izvršenog napada. 

### Procijenjena snaga
Prema statističkoj internetskoj stranici Chessmetrics, Lasker je bio prvorangirani šahist 292 mjeseca u razdoblju između lipnja 1890. i prosinca 1926., što ga čini jednim od najdominantijih igrača u povijesti. Laskerov najviši procijenjeni rejting prema istoj stranici iznosi 2878, jedan od najvećih u povijesti. Po internetskoj stranici Edo Ratings Lasker je od 1892. do 1913. neprekinuto bio prvi igrač svijeta, a u top 3 bez prekida bio je od 1889. do 1930. godine. Američki statističar i šahovski analitičar Jeff Sonas primjećuje: „Promatrajući karijeru šahista u cijelosti, brojni statistički pokazatelji podupiru tvrdnju da je Emanuel Lasker bio, uistinu, najdominantniji igrač svih vremena.”

### Drugi o Laskeru
Iako je Laskera smatrao „kafanskim” igračem, Bobby Fischer je u predgovoru svoje knjige My 60 Memorable Games naveo upravo citat Emanuela Laskera:
 Na šahovskoj ploči laž i licemjerje ne opstaju dugo. Kreativna kombinacija razotkriva pretpostavku laži; nemilosrdna činjenica, koja kulminira matom, proturječi licemjeru.
Laskerova osobnost tema je mnogih šahovskih rasprava kroz povijest. Jedan od najpoznatijih komentara na tu temu dao je Chess Weekly (str. 130–131) 18. rujna 1909. godine:
 Naš prijatelj dr. Lasker vrlo je zanimljiva psihološka studija, a u svemu što je napisano o njegovoj osobnosti nikada nismo vidjeli ništa ni približno istini. Dijeleći neuspjehe mnogih velikih ljudi, dr. Lasker mjeri svoje sposobnosti u svim oblastima nastojanja svojim fenomenalnim genijem u jednom. Više se ponosi svojim poslovnim sposobnostima i poznavanjem raznoraznih stvari, nego šahom, u kojem, doduše, prednjači. Recite mu da ima ravnog u šahu i on će to skromno priznati ili možda blago raspravljati o pitanju; ali recite mu da ima ravnog u filozofiji, u znanostima – ili u pinnacolou – i mogli biste ga povrijediti ili uvrijediti.

Capablanca je u javnim šahovskim lekcijama na radiju za slušače iz Latinske Amerike godine 1941., pri kraju svojega života, Laskeru odao počast riječima:
 Nitko od velikih šahista nije bio toliko neshvatljiv za ogromnu većinu amatera, čak i majstora, kao Emanuel Lasker. O Laskeru su pisali da je suhoparan, da nije sposoban igrati blistavo, i da su njegove pobjede postignute uglavnom zahvaljujući besprijekornom vođenju završnica i greškama njegovih protivnika. To da je on bio veliki majstor završnica neosporna je istina; zapravo – umješnijeg majstora nisam znao. Ali on je isto tako bio najdublji i najkreativniji od svih koje sam poznavao.

## Rezultati turnira, mečeva i partija
Ispod su Laslerovi rezultati i plasmani na turnirima. Prvi stupac „Rezultat” daje ukupan broj bodova. U drugome stupcu „Rezultat”, „+” označava broj dobivenih partija, „−” broj poraza, a „=” označava broj remija.
| Datum     | Mjesto                  | Plasman | Rezultat | Rezultat | Bilješke |
| --------- | ----------------------- | ------- | -------- | -------- | --- |
| 1888./89. | Berlin (Café Kaiserhof) | 1.      | 20/20    | +20−0=0  | |
| 1889.     | Breslau "B"             | 1. =    | 12/15    | +11−2;=2 | Izjednačen s von Feyerfeilom, ali je Lasker pobijedio u play-offu. Ovo je bio Hauptturnier A šestog DSB kongresa, odnosno drugog razreda turnira.                                   |
| 1889.     | Amsterdam               | 2.      | 6/8      | +5−1=2   | Iza Amosa Burna, ali ispred Jamesa Mason, Isidora Gungsberga i drugih. |
| 1890.     | Berlin                  | 1.–2.   | 6½/8     | +6−1=1   | Izjednačen sa svojim bratom Bertholdom Laskerom. |
| 1890.     | Graz                    | 3.      | 4/6      | +3−1=2   | Iza Gyule Makovetza i Johanna Hermanna Bauera. |
| 1892.     | London                  | 1.      | 9/11     | +8−1=2   | Ispred Masona i Rudolfa Lomana. |
| 1892.     | London                  | 1.      | 6½/8     | +5−0=3   | Ispred Josepha Henryja Blackburnea, Masona, Gunsberga i Henrya Edwarda Birda. |
| 1893.     | New York                | 1.      | 13/13    | +13−0=0  | Ispred Adolfa Albina, Jacksona Showaltera i Harryja Nelsona Pillsburyja. |
| 1895      | Hastings                | 3.      | 15½/21   | +14−4=3  | Iza Pillsburyja i Čigorina, ali ispred Tarrascha, Steinitza i drugih. |
| 1895./96. | Sankt Peterburg         | 1.      | 11½/18   | +8−3=7   | Ispred Steinitza, Pillsburyja i Čigorina. |
| 1896.     | Nuremberg               | 1.      | 13½/18   | +12−3=3  | Ispred Maroczyja, Pillsburyja, Tarrascha, Janowskog, Steinitza i drugih. |
| 1899.     | London                  | 1.      | 23½/28   | +20−1=7  | Ispred Janowskog, Pillsburyja, Maróczyja, Schlechtera, Blackburnea, Čigorin i drugih.                                                                                               |
| 1900.     | Pariz                   | 1.      | 14½/16   | +14−1=1  | Ispred Pillsburyja, Marshalla, Maróczyja, Burna, Čigorina i drugih. |
| 1904.     | Cambridge Springs       | 2. =    | 11/15    | +9−2=4   | Izjednačen s Janowskim, dva boda iza Marshalla, ali ispred Georga Marca, Showaltera, Schlechtera, Čigorin, Miesesa, Pillsburyja i drugih.                                           |
| 1906.     | Trenton Falls           | 1.      | 5/6      | +4−0=2   | Ispred Curta, Albert Foxa i Raubitscheka. |
| 1909.     | Sankt Peterburg         | 1. =    | 14½/18   | +13−2=3  | Izjednačen s Rubinsteinom, ispred Oldricha Durasa, Spielmanna, Bernsteina, Teichmanna i drugih.                                                                                     |
| 1914.     | Sankt Peterburg         | 1.      | 13½/18   | +10−1=7  | Ispred Capablance, Aljehina, Tarrascha i Marshalla. |
| 1918.     | Berlin                  | 1.      | 4½/6     | +3−0=3   | Turnir četvorice; Lasker je turnir osvojio ispred Rubinsteina, Schlechtera i Tarrascha. Ovo je bio Schlechterov posljednji turnr.                                                   |
| 1923.     | Ostrava                 | 1.      | 10½/13   | +8−0=5   | Ispred Rétija, Grünfelda, Alexeyja Seleznieva, Tartakowera, Euwea i drugih. |
| 1924.     | New York                | 1.      | 16/20    | +13−1=6  | Ispred Capablance, Aljehina, Marshalla i drugih. |
| 1925.     | Moskva                  | 2.      | 14/20    | +10−2=8  | Iza Bogoljubova, ali ispred Capablance, Marshalla, Tartakowera, Carlosa Torrea i drugih.                                                                                            |
| 1934.     | Zürich                  | 5.      | 10/15    | +9−4=2   | Iza Aljehina, Euwea, Flohra i Bogoljubova, ali ispred Bernsteina, Nimcoviča, Gideona Ståhlberga i drugih.                                                                           |
| 1935.     | Moskva                  | 3.      | 12½/19   | +6−0=13  | Iza Botvinika i Flohra, ali ispred Capablance, Spielmanna, Ilije Kana, Grigorija Levenfiša, Andora Lilienthala, Višeslava Ragozina i drugih. U to je vrijeme Lasker imao 67 godina. |
| 1936.     | Moskva                  | 6.      | 8/18     | +3−5=10  | Capablanca je pobijedio. |
| 1936.     | Nottingham              | 7.–8.   | 8½/14    | +6−3=5   | Capablanca i Botvinik su podijelili prvo mjesto. |

### Rezultati mečeva
Ovdje su rezultati važnijih mečeva koje je Lasker odigrao. Lijevi stupac ispod  „Rezultat” daje ukupan broj bodova, a u desnom, kao i uobičajeno, „+” označava broj dobivenih partija, „–” broj izgubljenih partija te „=” broj remija.
| Datum     | Protivnik               | Ishod                                     | Mjesto                                                                | Rezultat | Rezultat | Bilješke                             |
| --------- | ----------------------- | ----------------------------------------- | --------------------------------------------------------------------- | -------- | -------- | ------------------------------------ |
| 1889.     | E.R. von Feyerfeil      | Pobjeda                                   | Breslau                                                               | 1:0      | +1−0=0   | Play-off meč                         |
| 1889./90. | Curt von Bardeleben     | Pobjeda                                   | Berlin                                                                | 2½:1½    | +2−1=1   |                                      |
| 1889./90. | Jacques Mieses          | Pobjeda                                   | Leipzig                                                               | 6½:1½    | +5−0=3   |                                      |
| 1890.     | Berthold Lasker         | Remi                                      | Berlin                                                                | ½:½      | +0−0=1   | Play-off meč                         |
| 1890.     | Henry Edward Bird       | Pobjeda                                   | Liverpool                                                             | 8½:3½    | +7−2=3   |                                      |
| 1890.     | N.T. Miniati            | Pobjeda                                   | Manchester                                                            | 4:1      | +3−0=2   |                                      |
| 1890.     | Berthold Englisch       | Pobjeda                                   | Beč                                                                   | 3½:1½    | +2−0=3   |                                      |
| 1891.     | Francis Joseph Lee      | Pobjeda                                   | London                                                                | 1½:½     | +1−0=1   |                                      |
| 1892.     | Joseph Henry Blackburne | Pobjeda                                   | London                                                                | 8:2      | +6−0=4   |                                      |
| 1892.     | Bird                    | Pobjeda                                   | Newcastle upon Tyne                                                   | 5:0      | +5−0=0   |                                      |
| 1892./93. | Jackson Showalter       | Pobjeda                                   | Logansport i Kokomo, Indiana                                          | 7:3      | +6−2=2   |                                      |
| 1893.     | Celso Golmayo Zúpide    | Pobjeda                                   | Havana                                                                | 2½:½     | +2−0=1   |                                      |
| 1893.     | Andrés Clemente Vázquez | Pobjeda                                   | Havana                                                                | 3:0      | +3−0=0   |                                      |
| 1893.     | A. Ponce                | Pobjeda                                   | Havana                                                                | 2:0      | +2−0=0   |                                      |
| 1893.     | Alfred Ettlinger        | Pobjeda                                   | New York City                                                         | 5:0      | +5−0=0   |                                      |
| 1894.     | Wilhelm Steinitz        | Pobjeda                                   | New York, Philadelphia, Montreal                                      | 12:7     | +10−5=4  | Osvojeno Svjetsko prvenstvo u šahu   |
| 1896./97. | Steinitz                | Pobjeda                                   | Moskva                                                                | 12½:4½   | +10−2=5  | Obrana naslova                       |
| 1901.     | Dawid Janowski          | Pobjeda                                   | Manchester                                                            | 1½:½     | +1−0=1   |                                      |
| 1903.     | Mihail Čigorin          | Poraz                                     | Brighton                                                              | 2½:3½    | +1−2=3   | Tematski meč (Riceov gambit)         |
| 1907.     | Frank James Marshall    | Pobjeda                                   | New York, Philadelphia, Washington, D.C., Baltimore, Chicago, Memphis | 11½:3½   | +8−0=7   | Obrana naslova                       |
| 1908.     | Siegbert Tarrasch       | Pobjeda                                   | Düsseldorf, München                                                   | 10½:5½   | +8−3=5   | Obrana naslova                       |
| 1908.     | Abraham Speijer         | Pobjeda                                   | Amsterdam                                                             | 2½:½     | +2−0=1   |                                      |
| 1909.     | Janowski                | Remi                                      | Pariz                                                                 | 2:2      | +2−2=0   | Egzibicijski meč                     |
| 1909.     | Janowski                | Pobjeda                                   | Pariz                                                                 | 8:2      | +7−1=2   |                                      |
| 1910.     | Carl Schlechter         | Remi                                      | Beč i Berlin                                                          | 5:5      | +1−1=8   | Obrana naslova                       |
| 1910.     | Janowski                | Pobjeda                                   | Berlin                                                                | 9½:1½    | +8−0=3   | Obrana naslova                       |
| 1914.     | Ossip Bernstein         | Remi                                      | Moskva                                                                | 1:1      | +1−1=0   | Egzibicijski meč                     |
| 1916.     | Tarrasch                | Pobjeda                                   | Berlin                                                                | 5½:½     | +5−0=1   |                                      |
| 1921.     | José Raúl Capablanca    | Poraz                                     | Havana                                                                | 5:9      | +0−4=10  | Izgubljeno Svjetsko prvenstvo u šahu |
| 1940.     | Frank James Marshall    | Nedovršen zbog Laskerove bolesti i smrti. | New York                                                              | ½:1½     | +0−1=1   | Egzibicijski meč                     |

### Rezultati protiv vodećih igrača tog vremena
Lista ispod sadržava rezultate koje je Lasker postigao protiv tadašnjih najjačih igrača u službenim klasičnim turnirskim partijama. 
- protiv Steinitza:[161] +26 –8 =12
- protiv Gunsberga:[162] +4 –0 =1
- protiv Burna:[163] +3 –0 =1
- protiv Čigorina:[164] +10 –3 =7
- protiv Tarrascha:[165] +18 –4 =8
- protiv Janowskog:[166] +25 –4 =6
- protiv Pillsburyja:[167] +5 –4 = 4
- protiv Marshalla:[168] +12 –2 =11
- protiv Schlechtera:[169] +5 –2 =12
- protiv Maroczyja:[170] +5 –0 =2
- protiv Rubinsteina:[171] +2 –1 =3
- protiv Spielmanna:[172] +1 –0 =3
- protiv Nimcoviča:[173] +0 –1 =1
- protiv Tartakowera:[174] +3 –0 =1
- protiv Capablance:[175] +2 –6 =16
- protiv Rétija:[176] +3 –0 =1
- protiv Aljehina:[177] +3 –1 =4
- protiv Bogoljubova:[178] +5 –1 =1
- protiv Euwea:[179] +3 –0 =0
- protiv Botvinika:[180] +0 –1 =3

## Izdvojene partije
- Lasker – Bauer, Amsterdam, 1889.
- Lasker – Steinitz, Philadelphia, 1894.
- Pillsbuy – Lasker, Sankt Peterburg, 1895./96.
- Porges – Lasker, Nuremberg, 1896.
- Lasker – Tarrasch, Nuremberg, 1896.
- Lasker – Steinitz, Moskva, 1896.
- Blackburne – Lasker, London, 1899.
- Lasker – Showalter, London, 1899.
- Čigorin – Lasker, London, 1899.
- Burn – Lasker, Pariz, 1900.
- Lasker – Pillsbury, Pariz, 1900.
- Lasker – Napier, Cambridge Springs, 1904.
- Marshall – Lasker, SAD, 1907.
- Tarrasch – Lasker, 1908.
- Lasker – Schlechter, Berlin, 1910.
- Lasker – Rubinstein, Sankt Peterburg, 1914.
- Aljehin – Lasker, Sankt Peterburg, 1914.[l]
- Lasker – Capablanca, Sankt Peterburg, 1914.[m]
- Lasker – Schlechter, Berlin, 1918.
- Réti – Lasker, Ostrava, 1923.
- Réti – Lasker, New York, 1924.
- Lasker – Aljehin, New York, 1924.
- Lasker – Romanovski, Moskva, 1925.
- Rubinstein – Lasker, Moskva, 1925.
- Lasker – Spielmann, Moskva, 1925.
- Euwe – Lasker, Zürich, 1934.
- Lasker – Gygli, Zürich, 1934.
- Spielmann – Lasker, Moskva, 1935.
- Lasker – Capablanca, Moskva, 1935.
- Lasker – Eliskases, Moskva, 1936.
- Lasker – Botvinik, Nottingham, 1936.
- Lasker – Alexander, Nottingham, 1936.[n]

## Citati

### Citati drugih o Laskeru
Albert Einstein u predgovoru Laskerove biografije piše:
Peti svjetski prvak u šahu Max Euwe, koji je izgubio sve tri partije koje je odigrao s Laskerom, zamijetio je:
Mihail Talj je o svom uzoru rekao:
Vladimir Kramnik je o Laskeru rekao:

## Otvaranja nazvana po Laskeru
- Laskerova varijanta Benkova otvaranja: 1.g3 h5.[o]
- Laskerova varijanta Birdova otvaranja: 1.f4 d5 2.Sf3 Sf6 3.e3 c5.[191]
- Laskerova varijanta Damina gambita: 1.d4 d5 2.c4 e6 3.Sc3 Sf6 4.Lg5 Le7 5.e3 0-0 6.Sf3 h6 7.Lh4 Se4.[192]
- Laskerova obrana u Evansovu gambitu: 1.e4 e5 2.Sf3 Sc6 3.Lc4 Lc5 4.b4 Lxb4 5.c3 La5 6.0-0 d6 7.d4 Lb6.[193]
- Laskerova varijanta Francuske obrane: 1.e4 e6 2.d4 d5 3.Sc3 Sf6 4.Lg5 Lb4 5.e5 h6 6.Ld2 Lxc3.[194]
- Laskerova varijanta Sicilijanske obrane: 1.e4 c5 2.Sf3 Sc6 3.d4 cxd 4.Sxd4 Sf6 5.Sc3 e5.[195]
- Lasker-Dunnov napad u Sicilijanskoj obrani: 1.e4 c5 2.g3.[196]

## Važnija djela

### Šah
- Londonski šahovski dvotjednik (eng. The London Chess Fortnightly), 1892. – 1893.
- Zdrav razum u šahu (eng. Common Sense in Chess), 1896.
- Lasker's How to Play Chess: An Elementary Text Book for Beginners, Which Teaches Chess By a New, Easy and Comprehensive Method, 1900.
- Laskerov šahovski magazin (eng. Lasker's Chess Magazine), 1904. – 1907.
- Međunarodni turnir u Sankt Peterburgu 1909. (eng. The International Chess Congress, St. Petersburg, 1909.), 1910.
- Moj meč s Capablancom (njem. Mein Wettkampf mit Capablanca), 1922.[p]
- Udžbenik šaha (eng. Lasker's Chess Manual), 1925.
- Laskerova šahovska početnica (eng. Lasker's Chess Primer), 1934.

### Kartaške i druge igre
- Enciklopedija igara, kartaške igre (eng. Encyclopedia of Games Vol. I, Card Strategy), 1929.
- Razborita kartaška igra (njem. Das verständige Kartenspiel), 1929.
- Društvene igre naroda (njem. Brettspiele der Völker), 1931.[q]
- Igra bridža (njem. Das Bridgespiel), 1931.

### Matematika
- Lasker, Emanuel. Kolovoz 1895. Metrical Relations of Plane Spaces of n Manifoldness. Nature. 52 (1345): 340–343. Bibcode:1895Natur..52R.340L. doi:10.1038/052340d0. ISSN 0028-0836. S2CID 4017358
- Lasker, Emanuel. Listopad 1895. About a certain Class of Curved Lines in Space of n Manifoldness. Nature. 52 (1355): 596. Bibcode:1895Natur..52..596L. doi:10.1038/052596a0. S2CID 4016031
- Lasker, Emanuel. 1901. Über Reihen auf der Convergenzgrenze ( "On Series at Convergence Boundaries" ). Philosophical Transactions of the Royal Society A. 196 (274–286): 431–477. Bibcode:1901RSPTA.196..431L. doi:10.1098/rsta.1901.0009 – Laskerov doktorat.
- Lasker, E. 1905. Zur Theorie der Moduln und Ideale. Math. Ann. 60 (1): 19–116. doi:10.1007/BF01447495. S2CID 120367750

### Filozofija
- Borba (njem. Kampf), 1906.
- Shvaćanje svijeta (njem. Das Begreifen der Welt), 1913.
- Filozofija nedostižnog (njem. Die Philosophie des Unvollendbar), 1918.
- Povijest čovječanstva,  (njem. Vom Menschen die Geschichte), 1925.[r]
- Zajednica budućnosti (eng. The Community of the Future), 1940.